# Pontpoint
Pontpoint est une commune française située au Sud de la région Hauts-de-France, dans le département de l'Oise. Ses habitants sont appelés les Pontponniens.

## Géographie

### Localisation
Pontpoint est située au sud du département de l'Oise, à une distance orthodromique de 55 km au nord-est de Paris, entre Pont-Sainte-Maxence à l'ouest et Verberie à l'est. Délimitée au nord par l'Oise, au sud par la forêt d'Halatte, à l'ouest par l'abbaye du Moncel et à l'est par l'autoroute A1, Pontpoint fait partie du canton de Pont-Sainte-Maxence, de la communauté de communes des Pays d'Oise et d'Halatte et de l'arrondissement de Senlis. La distance routière est de 63 km pour la capitale par Pont-Sainte-Maxence, Senlis et l'autoroute A1 ; l'aéroport Roissy-Charles de Gaulle est éloigné de 40 km, la sous-préfecture de Senlis de 15 km, et Creil de 15 km également.
|                     | Houdancourt             | Longueil-Sainte-Marie   |
| Pont-Sainte-Maxence | Pontpoint               | Rhuis Roberval          |
|                     | Villers-Saint-Frambourg | Villeneuve-sur-Verberie |

Avec une superficie de 19,1 km2, Pontpoint est la 25e commune la plus étendue de l'Oise. Pontpoint compte sept communes limitrophes, dont une, Houdancourt, se situe sur la rive opposée de l'Oise : elle ne peut être rejoint que moyennant de longs détours, par défaut d'un pont. Par contre, Pont-Sainte-Maxence est établi en continuité de Pontpoint, sans qu'une rupture entre les deux agglomérations soit visible dans le paysage urbain. Quant au hameau de Moru, il forme une entité distinct de Pontpoint et appartient pour partie à la commune voisine de Roberval. Villeneuve-sur-Verberie et Villers-Saint-Frambourg se trouvent de l'autre côté de la forêt d'Halatte, près de sa lisière sud-est.

### Géologie et relief

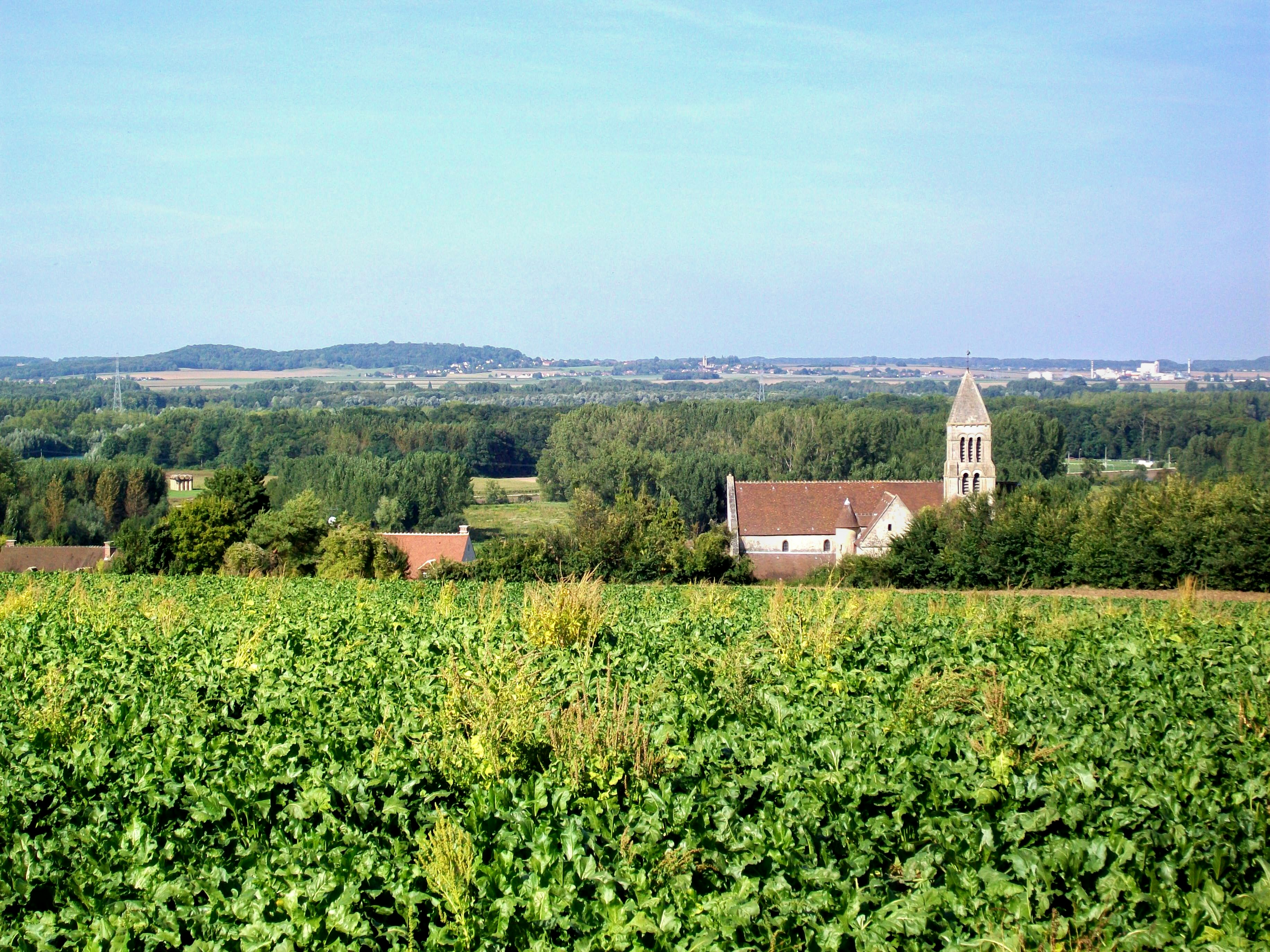
Vue sur l'église depuis le sud.

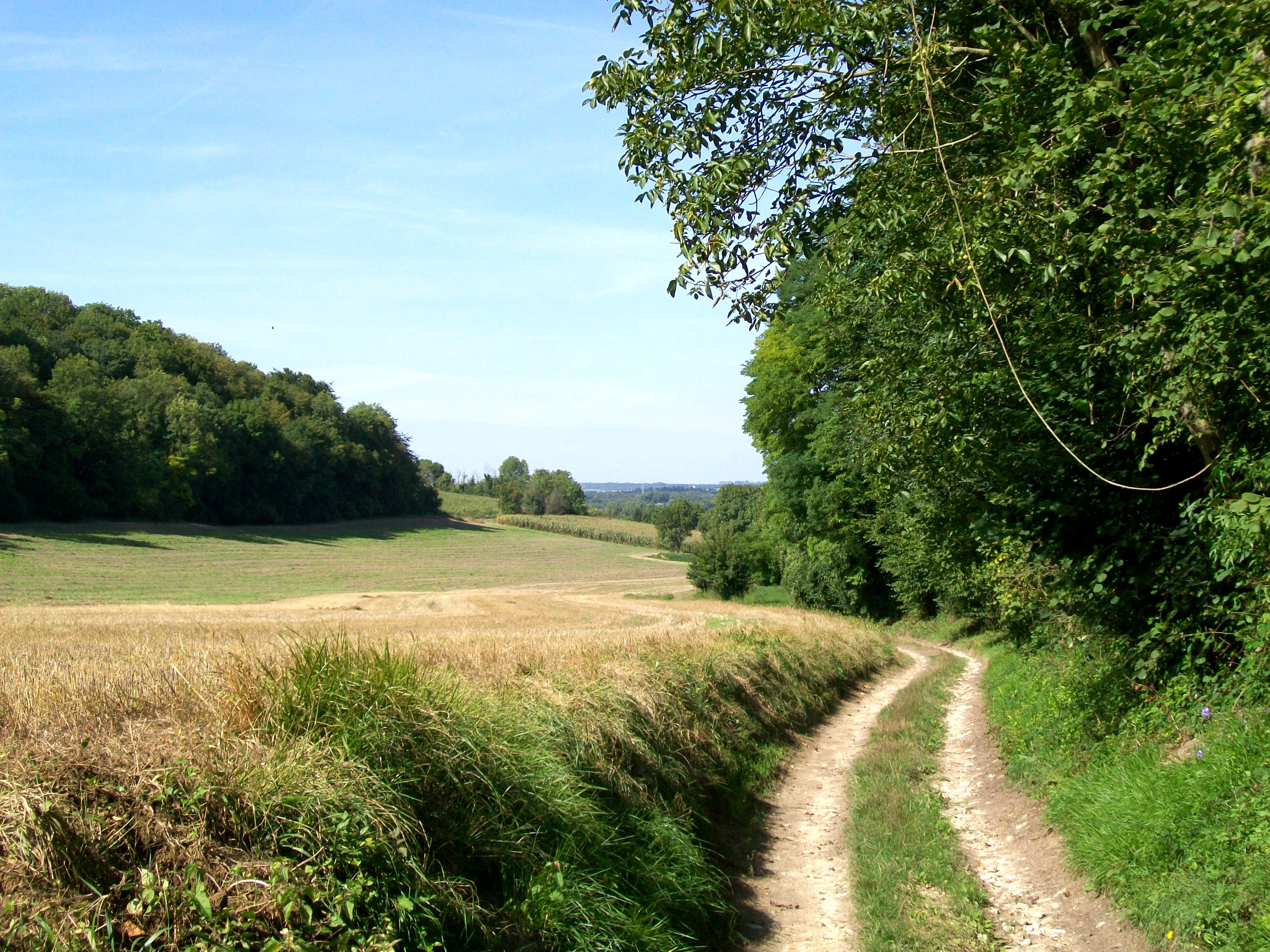
La route de l'est qui monte vers la forêt d'Halatte dans le Fond des Vaux.

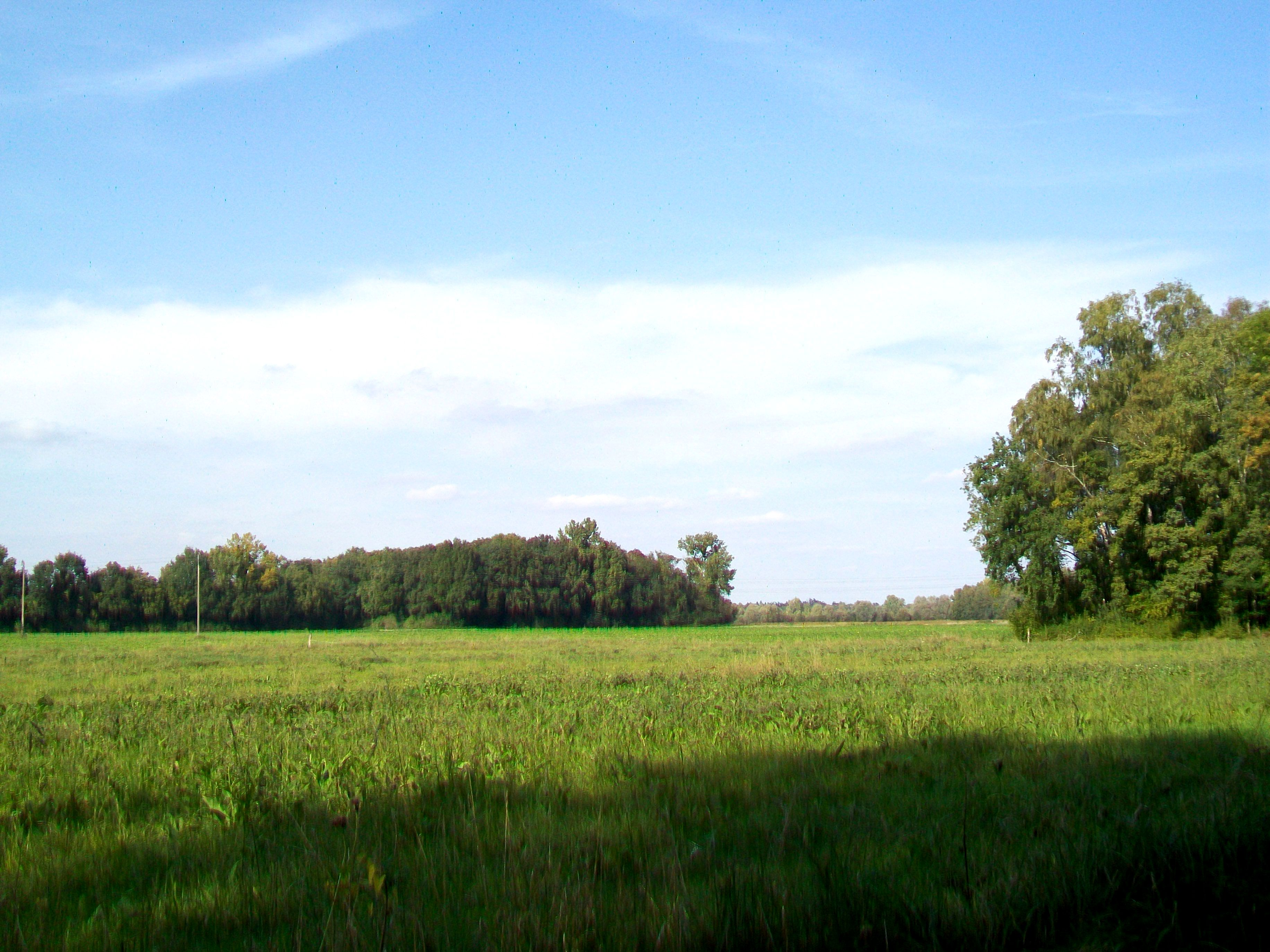
Les plaines au nord du village, près de l'Oise.

Le village, tout en longueur, s'étend le long de la RD 123 au pied du flanc septentrional du massif d'Halatte, dont les pentes présentent le plus souvent un dénivelé modéré. Entre le village et la lisière de la forêt, reste de la place à des prés et surfaces agricoles. Trois vallons secondaires sillonnent le versant du massif d'Halatte, en plus de la cavée des Rois à Moru ; à l'est, le long de la voie communale qui monte sur le plateau de Montvinet, les maisons du village se poursuivent dans la cavée Saint-Pierre jusqu'au début de la forêt. Entre le village et la grande boucle que l'Oise décrit au nord de Pontpoint, se situe une vaste plaine alluviale avec des terres fertiles, profitant à l'agriculture ; s'y trouvent également des étangs subsistant d'anciennes sablières. Les parcelles sont encadrées par des alignements d'arbres ou des haies vives, et des petits bois parsèment la plaine. L'on trouve ainsi quatre principaux types de paysages à Pontpoint : la forêt d'Halatte, le plateau de Montvinet en altitude également, les versants du massif d'Halatte et les plaines de l'Oise. Ces paysages sont généralement assez bien préservés.
Dans l'ensemble, la forêt d'Halatte est bien l'entité dominante. Des 19,1 km2 du territoire communal, 7,27 km² sont boisés : une partie importante de la forêt domaniale d'Halatte appartient à Pontpoint, et la commune possède une petite forêt municipale. En outre, les surfaces agricoles représentant 8,5 km², et les parties urbanisées du village occupent 2,5 km²[réf. nécessaire]. Pour une commune de l'Oise, dont le relief est varié mais n'atteint que de faibles altitudes, Pontpoint présente un dénivelé considérable, de 190 m environ : tandis que la vallée de l'Oise est située à 30 m au-dessus du niveau de la mer, le sommet du mont Pagnotte atteint 220,6 m. Localisé pour partie sur la commune de Pontpoint, mais aussi sur Villeneuve-sur-Verberie et Villers-Saint-Frambourg, il constitue en même temps le point culminant de l'ensemble du département et du grand bassin parisien. La forêt d'Halatte est également à l'origine de la richesse en eau de la commune. Les sources y sont en effet nombreuses, mais leur débit est à peine suffisant pour alimenter de minuscules ruisseaux. La plupart ne jaillissent pas dans la forêt, mais seulement au niveau du village. Dans la plaine de l'Oise, l'on trouve par ailleurs des fossés de drainage, dont notamment le fossé du Traxin.
Pontpoint entre dans le parc naturel régional Oise-Pays de France pour la totalité de son territoire. Son patrimoine paysager et naturel est protégé par deux ZNIEFF type 1, « Massif forestier d'Halatte » n° national 220005064, et « Vallons de Roberval et de Noël-Saint-Martin » n° national 220013832. La première couvre sur Pontpoint la forêt d'Halatte, la plupart des petits bois privés situés à sa lisière, à deux exceptions, et une étroite zone tampon. La seconde porte essentiellement sur les communes voisines de Rhuis, Roberval et Villeneuve-sur-Verberie, et concerne sur Pontpoint les bois privés autour de Moru, au sud de la RD 123 exclusivement. Les bois dans les plaines de l'Oise au nord du village n'entrent donc dans aucune ZNIEFF. - La forêt d'Halatte a fait l'objet, avant l'instauration des ZNIEFF, d'un site naturel classé « Forêt d'Halatte et ses glacis agricoles », créé par décret du 5 août 1993. Ce site a quant à elle été précédé par un site inscrit « Vallée de la Nonette » créé par arrêté du 6 février 1970. Vu l'éloignement de Pontpoint de la Nonette, le nom du site semble inapproprié ; il correspond en fait à la partie du Parc naturel régional situé dans l'Oise, et englobe la totalité du territoire communal de Pontpoint. Dès 1947/48, plusieurs petits sites au sein de ce grand site ont été inscrits, dont celui du mont Calipet, sur Pont-Sainte-Maxence essentiellement, par arrêté du 14 mars 1947.

### Hydrographie

#### Réseau hydrographique
La commune est située dans le bassin Seine-Normandie. Elle est drainée par l'Oise, le cours d'eau 01 de la Culée, le ru de Roucanne, le ruisseau Fosse Traxin et un autre petit cours d'eau,.
L'Oise prend sa source en Belgique, à 309 mètres d'altitude, dans l'ancienne commune de Forges et se jette dans la Seine à 20 mètres d'altitude, au Pointil en rive droite et en aval du centre de Conflans-Sainte-Honorine dans le département des Yvelines. D'une longueur 341 kilomètres, elle est presque entièrement navigable et bordée de canaux sur 104 kilomètres. 

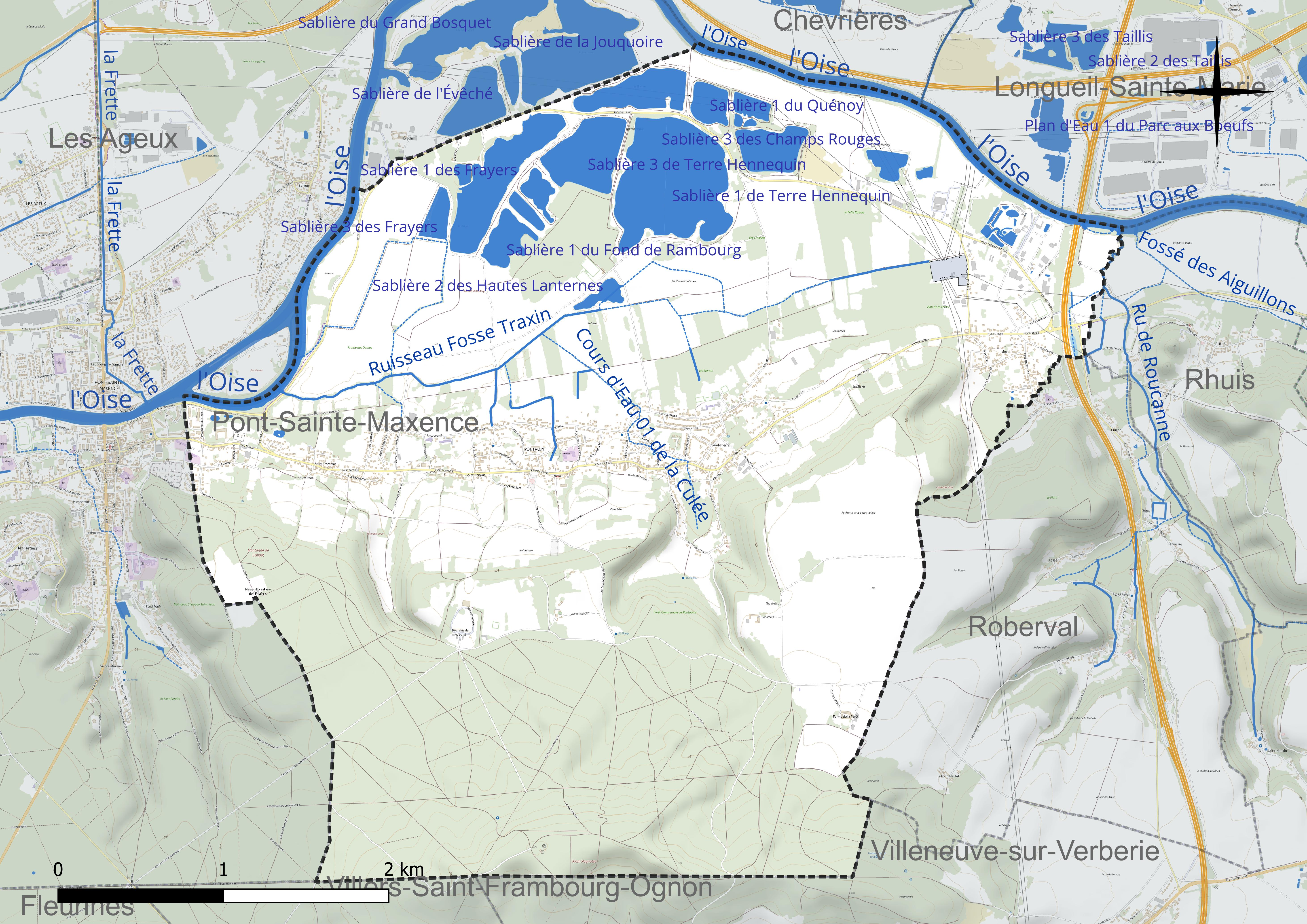
Réseau hydrographique de Pontpoint.

Divers plans d'eau complètent le réseau hydrographique : la sablière 1 de Terre Hennequin (41,9 ha), la sablière 1 des Champs Rouges (3 ha), la sablière 1 des Frayers (20,4 ha), la sablière 1 du Fond de Rambourg (6 ha), la sablière 1 du Quénoy (4,7 ha), la sablière 2 des Frayers (1 ha), la sablière 2 des Hautes Lanternes (2,5 ha), la sablière 2 du Quénoy (11,4 ha), la sablière 3 de Terre Hennequin (15,1 ha), la sablière 3 des Champs Rouges (9,2 ha), la sablière 3 des Frayers (3 ha), la sablière 4 de Terre Hennequin (3,1 ha) et la sablière 5 de Terre Hennequin (1,9 ha),.

#### Gestion et qualité des eaux
Le territoire communal est couvert par le schéma d'aménagement et de gestion des eaux (SAGE) « Sensée ». Ce document de planification concerne un territoire de 789 km2 de superficie, délimité par trois bassins versants en totalité ou en partie (Aisne, Oise et Aronde). Le périmètre a été arrêté le 16 octobre 2001 et le SAGE proprement dit a été approuvé le 8 juin 2009, puis révisé le 27 novembre 2019. La structure porteuse de l'élaboration et de la mise en œuvre est le syndicat mixte Oise-Aronde. 
La qualité des cours d'eau peut être consultée sur un site dédié géré par les agences de l'eau et l'Agence française pour la biodiversité. 

### Climat
Pour des articles plus généraux, voir Climat des Hauts-de-France et Climat de l'Oise.
En 2010, le climat de la commune est de type climat océanique dégradé des plaines du Centre et du Nord, selon une étude du CNRS s'appuyant sur une série de données couvrant la période 1971-2000. En 2020, Météo-France publie une typologie des climats de la France métropolitaine dans laquelle la commune est dans une zone de transition entre le climat océanique et le climat océanique altéré et est dans la région climatique  Nord-est du bassin Parisien, caractérisée par un ensoleillement médiocre, une pluviométrie moyenne régulièrement répartie au cours de l'année et un hiver froid (3 °C). 
Pour la période 1971-2000, la température annuelle moyenne est de 10,9 °C, avec une amplitude thermique annuelle de 15 °C. Le cumul annuel moyen de précipitations est de 702 mm, avec 10,4 jours de précipitations en janvier et 8,6 jours en juillet. Pour la période 1991-2020, la température moyenne annuelle observée sur la station météorologique la plus proche, située sur la commune de Creil à 12 km à vol d'oiseau, est de 11,2 °C et le cumul annuel moyen de précipitations est de 662,2 mm,. Pour l'avenir, les paramètres climatiques de la commune estimés pour 2050 selon différents scénarios d'émission de gaz à effet de serre sont consultables sur un site dédié publié par Météo-France en novembre 2022.

## Urbanisme

### Typologie
Au 1er janvier 2024, Pontpoint est catégorisée ceinture urbaine, selon la nouvelle grille communale de densité à sept niveaux définie par l'Insee en 2022.
Elle appartient à l'unité urbaine de Pont-Sainte-Maxence, une agglomération intra-départementale regroupant quatre  communes, dont elle est une commune de la banlieue,,. Par ailleurs la commune fait partie de l'aire d'attraction de Paris, dont elle est une commune de la couronne,. 

### Occupation des sols
L'occupation des sols de la commune, telle qu'elle ressort de la base de données européenne d'occupation biophysique des sols Corine Land Cover (CLC), est marquée par l'importance des forêts et milieux semi-naturels (39,4 % en 2018), une proportion sensiblement équivalente à celle de 1990 (39,3 %). La répartition détaillée en 2018 est la suivante : 
forêts (39,4 %), terres arables (27 %), eaux continentales (10,8 %), zones urbanisées (9,9 %), zones agricoles hétérogènes (6,8 %), prairies (3,4 %), zones industrielles ou commerciales et réseaux de communication (2,7 %). L'évolution de l'occupation des sols de la commune et de ses infrastructures peut être observée sur les différentes représentations cartographiques du territoire : la carte de Cassini (XVIIIe siècle), la carte d'état-major (1820-1866) et les cartes ou photos aériennes de l'IGN pour la période actuelle (1950 à aujourd'hui).

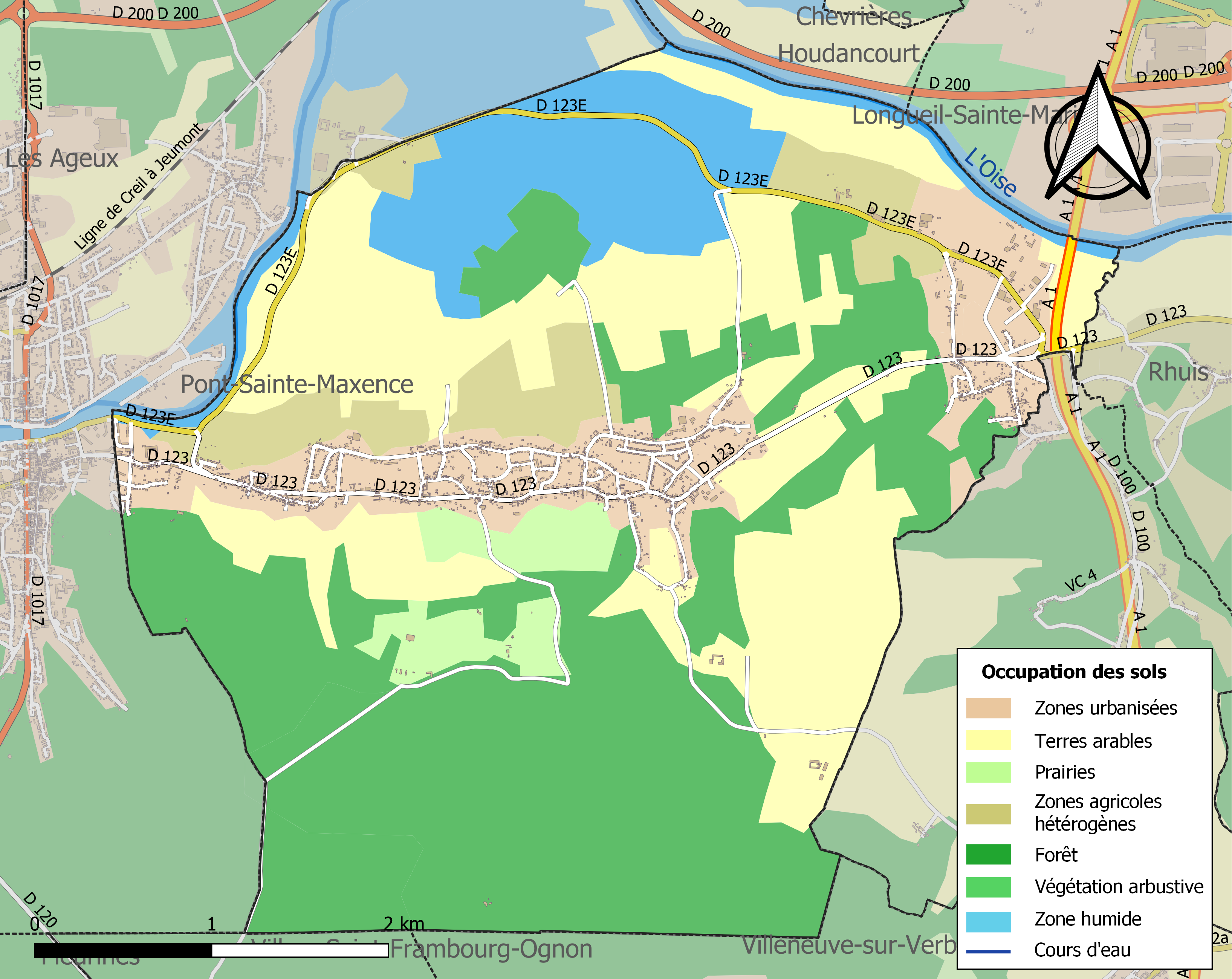
Carte des infrastructures et de l'occupation des sols de la commune en 2018 (CLC).

### Morphologie urbaine
Long de 5,4 km, le village est l'association de cinq anciens villages : le Moncel, ancienne seigneurie ayant donné son nom à l'abbaye du Moncel, tout à l'est près de Pont-Sainte-Maxence ; Saint-Paterne avec son prieuré Saint-Nicolas ; la paroisse de Saint-Gervais-de-Pontpoint, aujourd'hui le centre de la commune ; l'ancienne paroisse de Saint-Pierre-de-Pontpoint, dissoute à la Révolution ; et le hameau de Moru, devenu commune à la Révolution (voir ci-dessous). Les communes étant inexistantes pendant la période précédant la Révolution, les paroisses rurales sont considérées généralement comme leurs ancêtres, ce qui permet de considérer les paroisses de Saint-Gervais et de Saint-Pierre comme des villages à part entière à cette époque. Ils cessent toutefois d'exister avec l'instauration des communes en France.

### Voies de communication et transports
Bien que l'autoroute A1 traverse la commune à l'est, dans un sens nord-sud, entre Moru et la limite avec Rhuis, la sortie la plus proche (no 9 « Pont-Sainte-Maxence ») est à une distance routière de 12 km. Cette sortie est localisée sur la commune de Longueil-Sainte-Marie, près de Verberie, à seulement 700 m de la limite du territoire communal de Pontpoint. Mais elle est localisée sur la rive droite de l'Oise et accessible uniquement par Verberie et la RD 200 (voie express Pont-Sainte-Maxence - Compiègne). De ce fait, pour se rendre en direction du sud et vers la capitale, il est plus court de passer par Pont-Sainte-Maxence, la RN 17 en direction de Senlis, la RN 330 et de rejoindre l'autoroute près de Senlis. - Pontpoint est directement desservi par deux routes départementales, dont notamment la RD 123 Pont-Sainte-Maxence - Verberie, qui traverse l'ensemble de la commune dans un sens est-ouest. La RD 100 commence près du viaduc autoroutier à Moru et se dirige vers le sud, en passant par Roberval, pour rejoindre la RD 932a à Villeneuve-sur-Verberie. Dans la forêt d'Halatte, certaines voies communales et routes forestières restent ouvertes à la circulation, mais sont pour partie interdites pendant la nuit.
Sur le plan des transports en commun, Pontpoint est desservie, en 2023, par les lignes 640, 6305 et 6323 du réseau interurbain de l'Oise. Elle est également desservie par le service de transport à la demande gratuite TAD'OHM mis en place par la communauté de communes des Pays d'Oise et d'Halatte.
La gare la plus proche est celle de Pont-Sainte-Maxence, desservie par des trains TER Hauts-de-France effectuant des missions entre les gares de Paris-Nord et de Compiègne ou de Saint-Quentin.
Les chemins de randonnée sont nombreux en forêt d'Halatte. Pontpoint est concerné par deux sentiers de grande randonnée, le GR 12 et le GR 655. Une variante du GR 12B commence à la gare de Pont-Sainte-Maxence, passe par le mont Calipet, le poteau de la croix Frapotel et le carrefour Bontemps, et rejoint l'itinéraire principal au poteau du mont Pagnotte. Ce poteau est situé sur le plateau du sommet, près du point de vue. Le GR 12 et le GR 655 sont en tronc commun. Venant de Verberie et Roberval, ils entrent en forêt d'Halatte au hameau du Fond Maillet et rejoignent le mont Pagnotte par la route du Grand Maître. Ici, les deux sentiers quittent le territoire communal et se dirigent vers la croix Saint-Rieul, entre le hameau de Saint-Christophe (Fleurines) et Villers-Saint-Frambourg. Ils font ensuite un grand détour, que l'on peut facilement éviter, avant d'arriver à Senlis.

## Toponymie
Le nom de la localité est attesté sous les formes « fiscus noster qui dicitur vicus Levandriacus alio autem nomina Pomponnus » (842) ; « ex rebus fisci nostri Pomponii in pago Belvacense » (861) ; in Pompone (861) ; in villa Pomponiensi (1060) ; in villa quoque Pomponiensi (1061) ; in villa quae Pompoin dicitur (1153) ; apud Ponponium (1182) ; de majoria Pupugnii (1182) ; Huberto de Ponpong (1193) ; Pomponne (1194) ; de Pomponio (1198) ; Pomponensis villa (1200) ; Pomponnus (1200) ; Pomponium (1200) ; de Pompoig (1215) ; de Pomponnio (1224) ; Pompoing (1228) ; Gilo de pompoig (1232) ; de Pompognio (1258) ; de Pomponnio (1258) ; Pompoint (1260) ; major et homines Pomponii (1267) ; juxta Pomponium (1267) ; Pomponia (1287) ; Ponpoing (XIIIe) ; Pompoig (1306) ; Pompoingt (1309) ; la vile de Ponpoing (1309) ; apud communiam de Pomponio (1310) ; infra communiam de Pomponio (vers 1314) ; ville de pompoing (1329) ; Pompoin (1333) ; Pompon (1340) ; Pompoingt (1340) ; Pompini villa (1358) ; Pompoinct (1364) ; Pompeing (1374) ; Pontpoingt (1389) ; Pontpoing (1393) ; Ponpoint (1393) ; Pointpoing (1470) ; Pontpoinct (1522) ; Pompoinct (1532) ; Pompoin (XVIIe) ; Pontpoint (1840).

## Histoire

### Pontpoint en quelques dates
- 800 : Charlemagne y possède une demeure.
- 842 : signature d'une charte par Charles le Chauve.
- 1200/1364 : commune indépendante sous l'autorité des comtes d'Artois, puis des rois de France.
- 1309 : Philippe le Bel décide la construction d'un hospice et d'une abbaye de clarisses.
- 1364 : installation des clarisses jusqu'à la Révolution française.
- 1418 : une épidémie de peste noire emporte la moitié de la population.
- 1709 : Louis XIV fait don du château de Fécamp aux clarisses.
- 1790 : élection du premier maire républicain de Pontpoint (L. Gallois).
- 1814 : 106 000 hommes (Autrichiens, Prussiens, Russes) y forment un camp après les batailles de Champaubert et Montmirail.
- 1832 : le choléra décime 300 personnes sur la commune.
- 1848 : le hameau de Moru est définitivement rattaché à Pontpoint.
- 1915/1917 : le village sert de base arrière pendant la bataille de la Marne[33].

### Le hameau de Moru
Le hameau de Moru ou Mauru s'appelait auparavant Montru. Il dépendait aux XVIe et XVIIe siècles de la paroisse de Roberval. Lors de l'extraction des sablières on y a retrouvé des ossements de mammouth ainsi que des sarcophages mérovingiens. Ce hameau faisait partie de la seigneurie de l'abbaye du Moncel. Ses habitants demandèrent en 1791 leur rattachement à Pontpoint. D'abord refusé, celui-ci ne devint effectif qu'en 1833 à la suite des opérations cadastrales commencées sous Napoléon. L'arrêt concernant le rattachement définitif a été rendu par le conseil des ministres le 2 septembre 1848.

## Politique et administration

### Liste des maires
| Période                                  | Période                      | Identité          | Étiquette | Qualité                                                                                            |
| ---------------------------------------- | ---------------------------- | ----------------- | --------- | -------------------------------------------------------------------------------------------------- |
| Les données manquantes sont à compléter. |                              |                   |           | |
| 1790                                     | 1794                         | Louis Gallois     |           | |
| Les données manquantes sont à compléter. |                              |                   |           | |
| 1937                                     | 1943                         | Narcisse Lhermite |           | |
| 1943                                     | 1945                         | Albert Mansard    |           | |
| 1945                                     | 1959                         | G. Chadufaux      |           | |
| 1959                                     | 1965                         | Albert Mansard    |           | |
| 1965                                     | 1968                         | G. Chadufaux      |           | |
| 1968                                     | 1971                         | Pierre Massé      |           | Président d'Électricité de France                                                                  |
| 1971                                     | 1977                         | Jean Mouret       | -         | -                                                                                                  |
| 1977                                     | 1989                         | Jacques Mouret    |           | |
| 1989                                     | 1997                         | Roland Dubois     |           | |
| 1997                                     | mars 2001                    | Annie Crappier    |           | |
| mars 2001                                | mars 2014                    | Pierre Renaud     |           | Retraité de la SNCF                                                                                |
| mars 2014                                | mai 2020                     | Patrick Pélissou  | DVD       | Chef d'entreprise Vice-président de la CC des pays d'Oise et d'Halatte (2017 → 2020)               |
| mai 2020                                 | En cours (au 7 juillet 2020) | Bruno Dauguet     | SE        | Fonctionnaire des Finances publiques Vice-président de la CC des pays d'Oise et d'Halatte (2020 →) |

Le nombre d'habitants, au dernier recensement, étant compris entre 2500 et 3499, le nombre de membres du conseil municipal est de 23.

## Population et société

### Démographie

#### Évolution démographique
L'évolution du nombre d'habitants est connue à travers les recensements de la population effectués dans la commune depuis 1793. Pour les communes de moins de 10 000 habitants, une enquête de recensement portant sur toute la population est réalisée tous les cinq ans, les populations de référence des années intermédiaires étant quant à elles estimées par interpolation ou extrapolation. Pour la commune, le premier recensement exhaustif entrant dans le cadre du nouveau dispositif a été réalisé en 2005.

En 2022, la commune comptait 3 279 habitants, en évolution de +1,2 % par rapport à 2016 (Oise : +0,87 %, France hors Mayotte : +2,11 %).
| 1793 | 1800 | 1806 | 1821 | 1831 | 1836  | 1841  | 1846 | 1851  |
| ---- | ---- | ---- | ---- | ---- | ----- | ----- | ---- | ----- |
| 940  | 827  | 861  | 824  | 850  | 1 009 | 1 002 | 982  | 1 000 |

| 1856 | 1861 | 1866 | 1872 | 1876 | 1881 | 1886 | 1891 | 1896 |
| ---- | ---- | ---- | ---- | ---- | ---- | ---- | ---- | ---- |
| 968  | 948  | 902  | 923  | 874  | 805  | 840  | 796  | 805  |

| 1901 | 1906 | 1911 | 1921 | 1926 | 1931  | 1936  | 1946  | 1954  |
| ---- | ---- | ---- | ---- | ---- | ----- | ----- | ----- | ----- |
| 846  | 831  | 825  | 797  | 819  | 1 025 | 1 079 | 1 133 | 1 306 |

| 1962  | 1968  | 1975  | 1982  | 1990  | 1999  | 2005  | 2006  | 2010  |
| ----- | ----- | ----- | ----- | ----- | ----- | ----- | ----- | ----- |
| 1 403 | 1 397 | 1 763 | 2 382 | 2 724 | 2 794 | 2 890 | 2 865 | 3 136 |

| 2015  | 2020  | 2022  | - | - | - | - | - | - |
| ----- | ----- | ----- | - | - | - | - | - | - |
| 3 249 | 3 235 | 3 279 | - | - | - | - | - | - |

#### Pyramide des âges
La population de la commune est relativement jeune.
En 2018, le taux de personnes d'un âge inférieur à 30 ans s'élève à 33,9 %, soit en dessous de la moyenne départementale (37,3 %). À l'inverse, le taux de personnes d'âge supérieur à 60 ans est de 24,6 % la même année, alors qu'il est de 22,8 % au niveau départemental.
En 2018, la commune comptait 1 576 hommes pour 1 674 femmes, soit un taux de 51,51 % de femmes, légèrement supérieur au taux départemental (51,11 %).
Les pyramides des âges de la commune et du département s'établissent comme suit.
| Hommes | Classe d’âge | Femmes |
| ------ | ------------ | ------ |
| 0,8    | 90 ou +      | 2,5    |
| 5,8    | 75-89 ans    | 8,8    |
| 15,5   | 60-74 ans    | 15,8   |
| 23,2   | 45-59 ans    | 21,0   |
| 19,6   | 30-44 ans    | 19,2   |
| 14,1   | 15-29 ans    | 13,8   |
| 21,1   | 0-14 ans     | 18,8   |

| Hommes | Classe d’âge | Femmes |
| ------ | ------------ | ------ |
| 0,5    | 90 ou +      | 1,4    |
| 5,5    | 75-89 ans    | 7,6    |
| 15,6   | 60-74 ans    | 16,3   |
| 20,8   | 45-59 ans    | 20     |
| 19,4   | 30-44 ans    | 19,4   |
| 17,6   | 15-29 ans    | 16,2   |
| 20,6   | 0-14 ans     | 19,1   |

### Culte
Pontpoint n'a plus de curé en titre et dépend de la paroisse catholique Sainte-Maxence de Pont-Sainte-Maxence au sein du diocèse de Beauvais, Noyon et Senlis, suffragant de l'archidiocèse de Reims. Mgr Jacques Benoit-Gonnin est l'évêque du diocèse depuis le 18 mars 2010.

## Culture locale et patrimoine

### Lieux et monuments

#### Monuments historiques

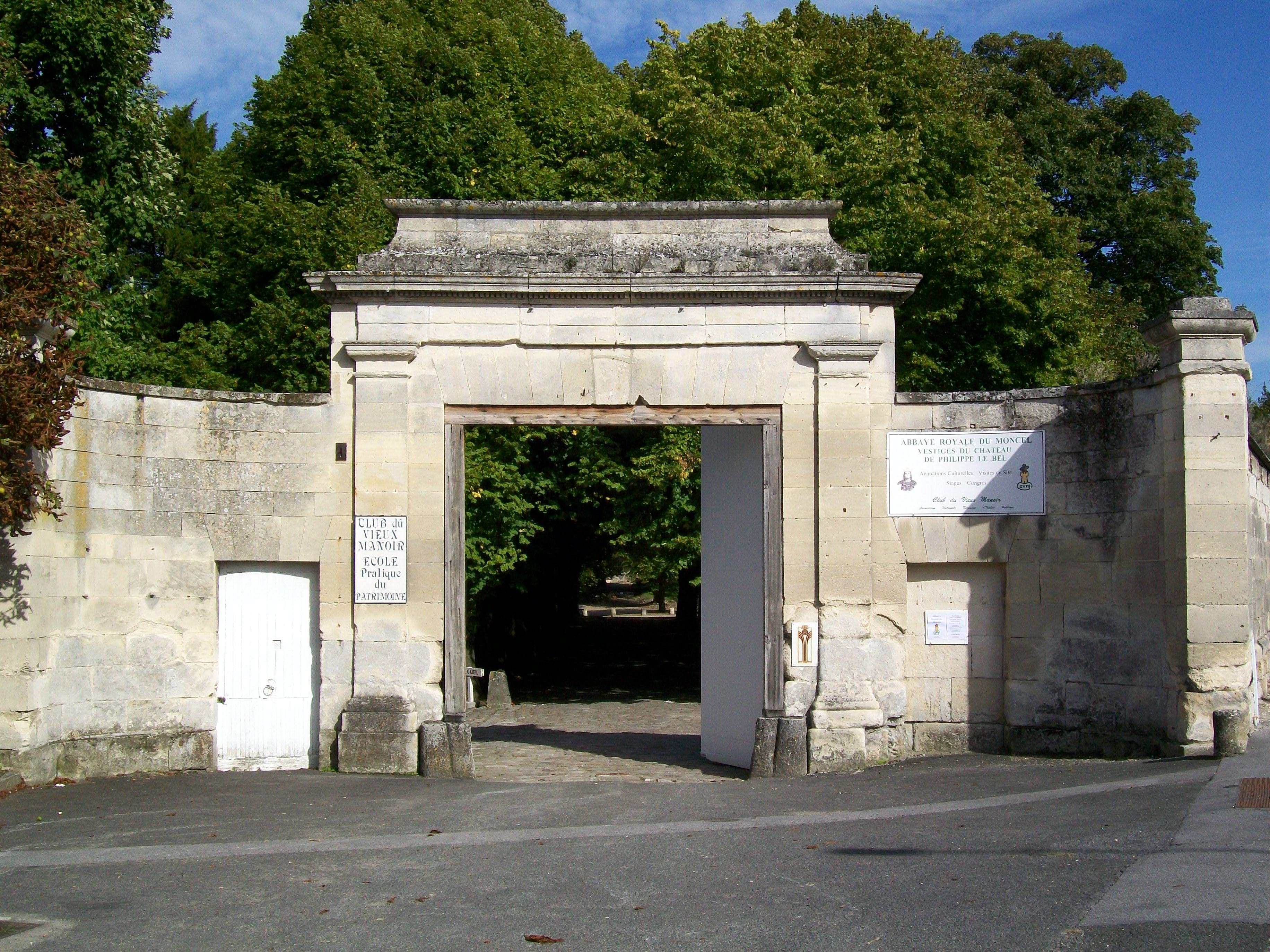
Le portail de l'abbaye, à l'extrémité sud-ouest du domaine, tourné vers Pont-Sainte-Maxence.
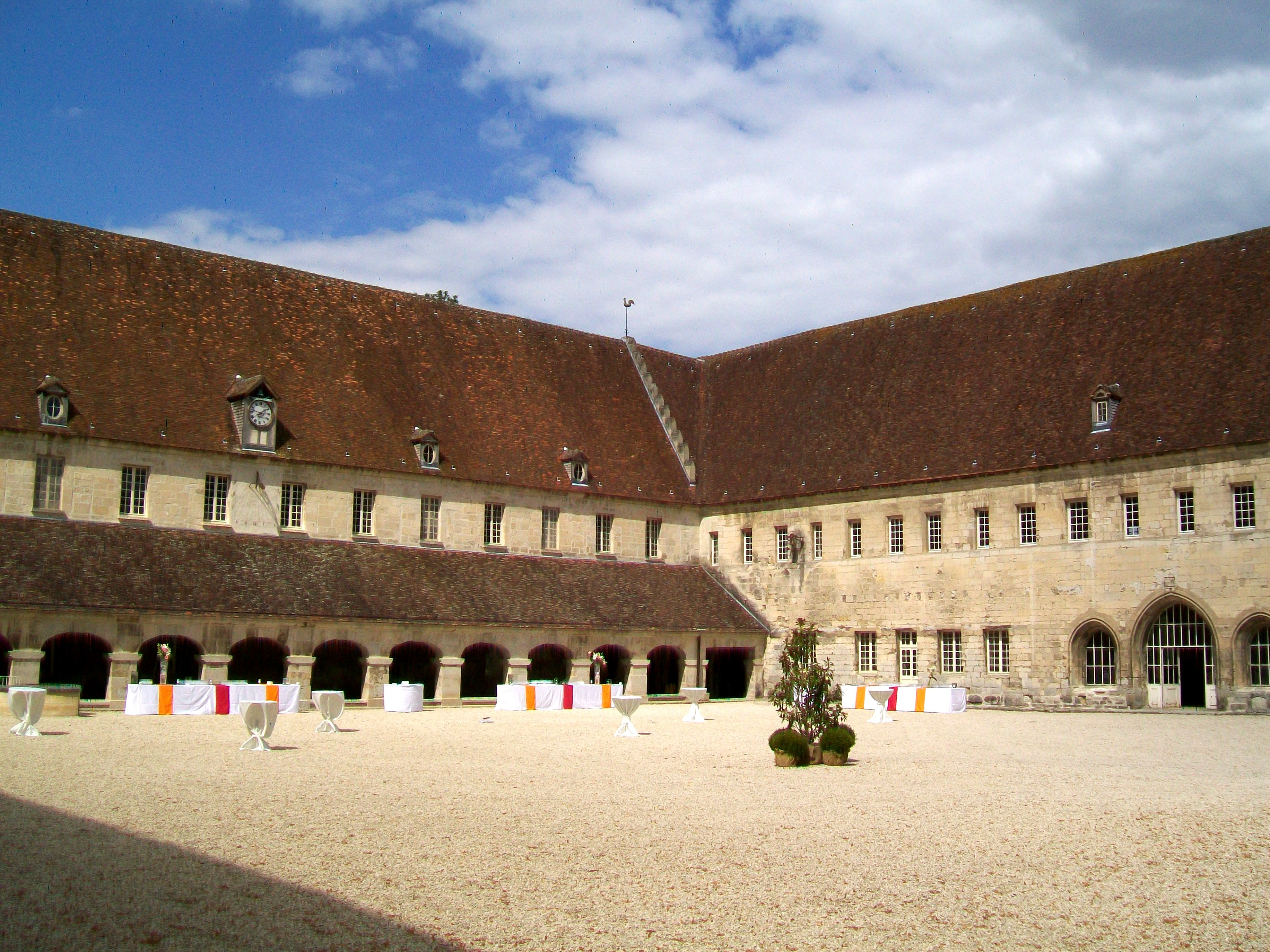
La cour intérieure de l'ancienne abbaye royale du Moncel, ailes nord et est.
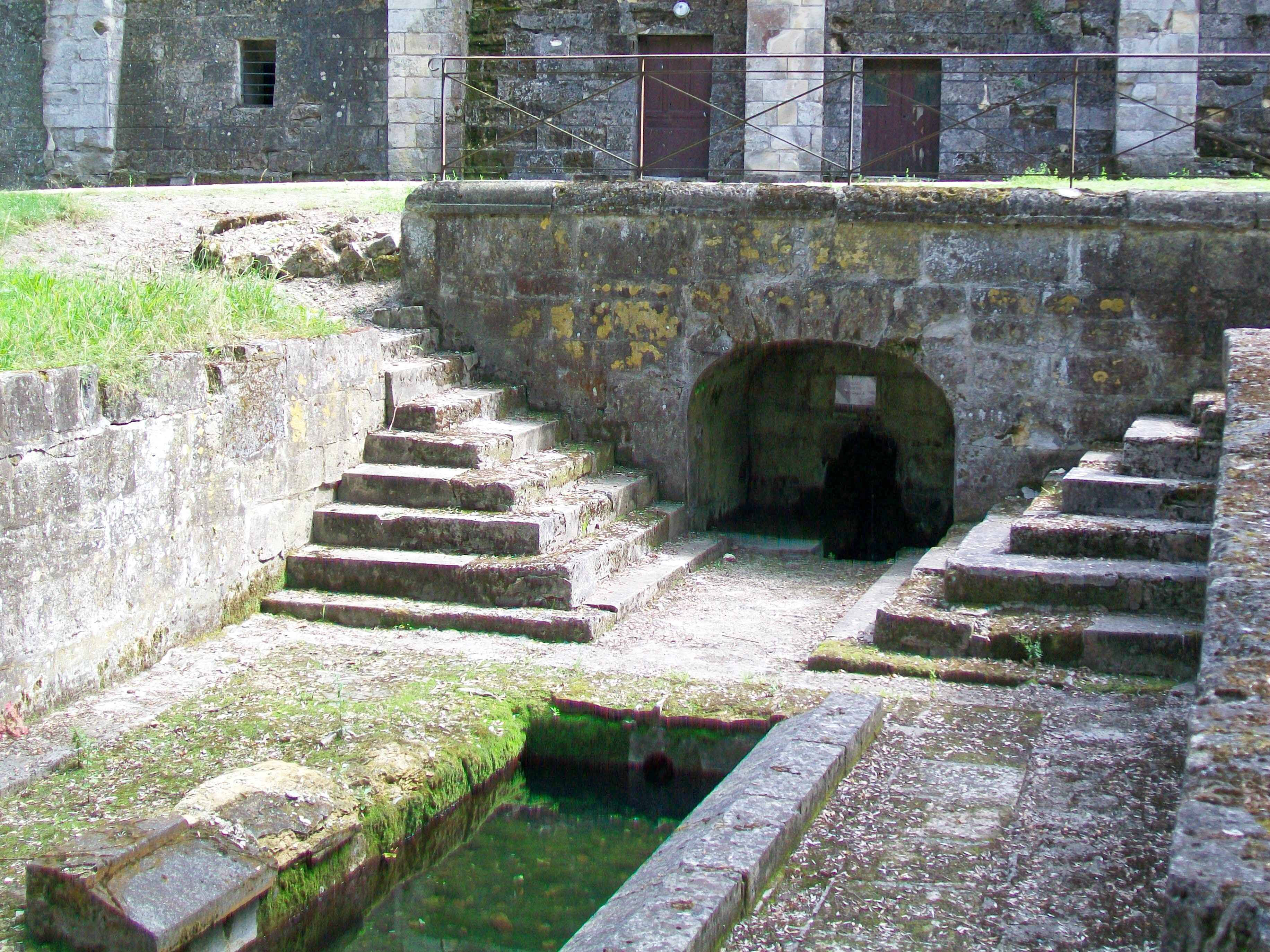
La fontaine couverte de l'abbaye, aussi ancienne que les bâtiments monastiques, inscrite M.H. depuis 1933.
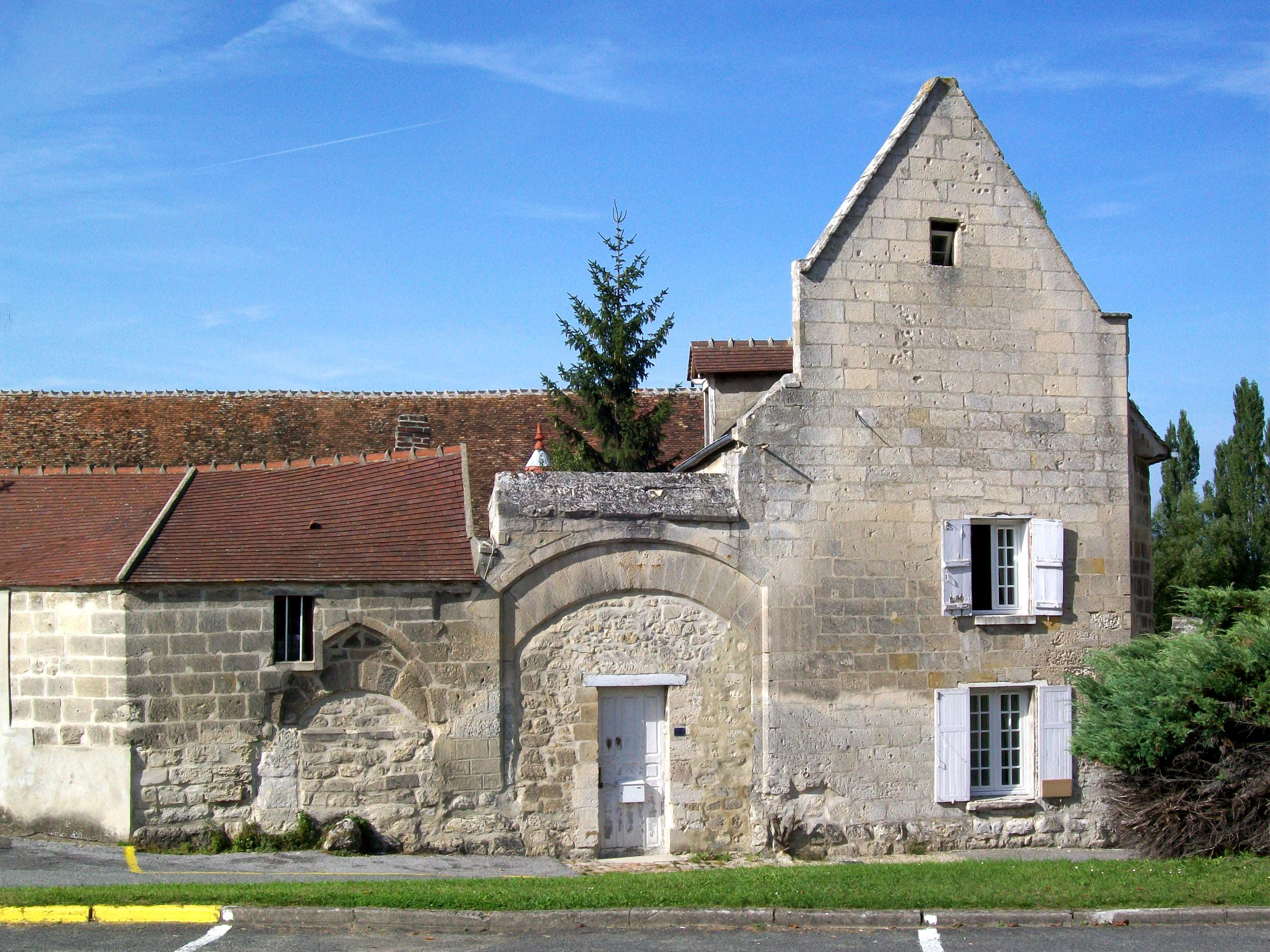
Vestiges de la « grange » (ferme monastique) du Moncel, incorporant un manoir XIIIe siècle.
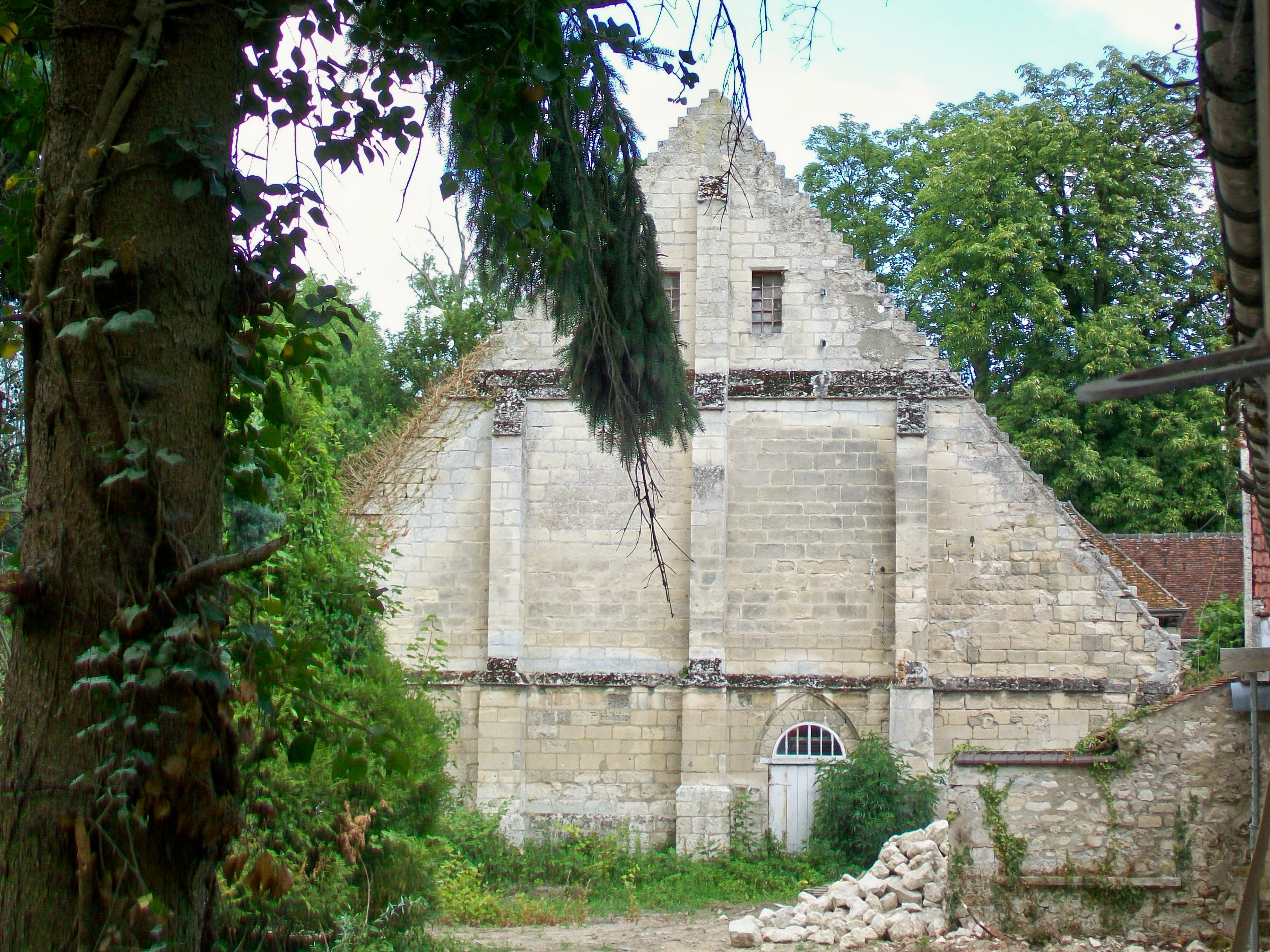
La grange aux dîmes de la ferme de l'abbaye du Moncel, pignon ouest sur la cour de ferme.

Pontpoint compte huit monuments historiques, dont trois sont protégés au même titre que l'abbaye du Moncel, mais constituent toutefois des ensembles architecturaux distincts.
- Abbaye Saint-Jean-Baptiste du Moncel (classée monument historique par arrêté du 18 mars 1920[42]): Fondée en 1309 par le roi Philippe le Bel, mais inaugurée seulement en 1336 par le roi Philippe VI et la reine Jeanne de Bourgogne, ce fut une abbaye de clarisses pendant toute son existence. Au travers des siècles, elle connut de nombreux pillages, incendies et destructions, dont notamment en 1526 et en 1591, par la Ligue. L'abbaye de Moncel fut dissoute et vendue comme bien national à la Révolution française, comme la quasi-totalité des monastères en France, et l'église démolie en 1795. Ensuite, l'ancienne abbaye appartint à la famille des banquiers parisiens Mirabel-Chambaud qui utilisaient ses immenses locaux comme chais. Avec le classement en 1920, le destin de cet ensemble architectural changea de nouveau, et le diocèse de Beauvais le racheta pour en faire un petit séminaire. Il servit ensuite d'école catholique avant d'être confiée au « club du vieux manoir » en 1982, qui entama une longue restauration et ouvrit le site au public pour la première fois[43]. Outre les bâtiments monastiques proprement dits, l'abbaye comprend deux complexes de bâtiments visibles depuis la rue, remontant aux XIIIe – XIVe siècles : la ferme du Moncel, à gauche du portail d'entrée, avec sa grange aux dîmes, et la « maison des pères »[44].
- Fontaine couverte de l'abbaye du Moncel, à l'intérieur de l'enceinte de l'abbaye (inscrite monument historique par arrêté du 23 juin 1933[45]) : Fontaine du XIVe siècle, aussi ancienne que l'abbaye, et associé à un lavoir pour le lavage du linge des religieuses.
- Ancienne ferme de l'abbaye du Moncel, rue du Moncel (inscrite monument historique par arrêté du 27 décembre 1988[42]) : Située à l'ouest de l'enceinte de l'abbaye dont elle est séparée par une rue, elle comporte deux bâtiments qui sont aussi anciens que l'abbaye. Il s'agit du logis, ancien manoir ayant subi maintes transformations et mutilations, et de la grange aux dîmes. Cette dernière comporte huit travées et des hauts pignons à pas de moineau. Les murs sont appuyés par des massifs contreforts. Le portail se situe sur le mur gouttereau sud, non visible depuis le domaine public.
- Maison des Pères, rue du Moncel (classée monument historique avec l'abbaye du Moncel par arrêté du 18 mars 1920[42]) : la façade sud de cette maison donne sur la rue et fait partie de l'enceinte de l'abbaye. Cette façade ne présente que peu d'ouvertures, la maison étant orientée sur l'abbaye dont elle constituait un annexe. Sa fonction était d'accueillir les pères franciscains qui desservaient l'église abbatiale.
- Tours de Fécamp, rue du Moncel (classées monument historique avec l'abbaye du Moncel, sur le domaine de laquelle elles de trouvent, par arrêté du 18 mars 1920[42]) : Il s'agit de vestiges d'un ancien manoir royal, comportant à l'origine quatre tours, dont la moitié a disparu. Ce manoir fut construit pour le roi Philippe le Bel à partir de 1306, en transformant un manoir plus modeste dont la construction avait été entamée en 1290 par Philippe de Beaumanoir (1250-1296), bailli de Senlis décédé en 1296. La propriété tomba dans le domaine royal en raison des créances importantes qu'avait le Trésor royal à l'encontre de Beaumanoir. Philippe le Bel fonda l'abbaye Saint-Jean-Baptiste du Moncel voisine en 1309, profitant des terres qu'il posséda ici. Le roi logea parfois à son manoir du Moncel jusqu'à sa mort intervenue en 1314 à la suite d'un accident de chasse. Un autre roi à utiliser fréquemment ce petit château fut Philippe VI de Valois, mais après lui, les rois s'en désintéressaient et le manoir ne servit plus que très occasionnellement. Toutefois, ce ne fut qu'en 1706 que le roi Louis XIV le vendit finalement, les religieuses de l'abbaye du Moncel voulant le démolir pour pouvoir vendre les pierres. C'est ce qui se passa. - Le logis entre les deux tours n'a aucun rapport avec l'ancien manoir royal ; il ne date que du XIXe siècle. L'appellation des vieilles tour fait référence à Jacques de Villiers, seigneur de Fécamp et gardien du domaine[46] au début du XVIIe siècle.
- Manoir de Saint-Symphorien (classé monument historique par arrêté du 11 janvier 1921[47]) : Appelé également manoir de Saint-Paterne, du nom du hameau et de la rue où il se situe, son édification remonte vraisemblablement au début du XIVe siècle. Une affirmation tenace voulant qu'il ait été bâti par l'ordre des Templiers, dissout par ordre du pape en 1312 quand la construction du manoir n'était probablement même pas achevée. Selon une autre tradition, le manoir aurait servi de chancellerie à Philippe le Bel ; ici encore, aucune source ne confirme cette version et l'on peut y opposer le décès de ce roi intervenu en 1314. Le manoir de Saint-Symphorien fut érigé en fief en 1659. À la Révolution française, vendu comme bien national, il fut transformé en ferme[48]. Racheté en 1920, ses trois derniers propriétaires ont procédé à un travail remarquable de réhabilitation. On le visite uniquement lors des journées du patrimoine[49],[50], mais ses façades nord et est sont bien visibles depuis la rue.
- Église Saint-Gervais (classée monument historique par arrêté du 26 septembre 1902[51]) : Sa partie la plus ancienne, le clocher roman, remonte au dernier quart du XIe siècle. La nef et ses bas-côtés sont remplacés une première fois pendant le second quart du XIIe siècle. Puis à partir de 1170 environ, commence la transformation gothique de l'église avec la construction d'un nouveau transept et d'un nouveau chœur, qui représente un spécimen précoce du chevet à pans coupés, même si la forme en hémicycle ressort de l'extérieur. La nef est reprise en sous-œuvre peu de temps après, en remplaçant les grandes arcades romanes par des arcades gothiques retombant sur les chapiteaux de piliers cylindriques isolés. Alors que le transept et le chœur sont voûtés d'ogives dès l'origine, la nef et les bas-côtés restent simplement charpentés. Au début du XIVe siècle toutefois, la partie postérieure du bas-côté sud est remplacé par une nouvelle chapelle de quatre travées, et au XVIe siècle, une opération similaire est menée au nord, avec l'adjonction d'une chapelle de deux travées dans le style gothique flamboyant. L'édifice en tient un plan dissymétrique, qui n'enlève toutefois rien à la qualité de son architecture. Elle se constate surtout à l'intérieur, alors que l'extérieur, bien proportionné, reste très sobre à l'exception du clocher[52],[53].
- Église Saint-Pierre (inscrite monument historique par arrêté du 5 novembre 2001[54]) : C'est la plus ancienne église du village. Sa proximité avec la forêt en faisait un lieu de refuge pour les habitants en cas d'invasion. Il existe par ailleurs de nombreux souterrains dans ce secteur. L'église était réputée pour contenir un reliquaire de sainte Barbe. Sous la Révolution française, le curé refuse de prêter serment à la République. Se trouvant déjà dans un mauvais état de conservation, l'église est désaffectée au culte en faveur de Saint-Gervais. En 1835, elle est vendue à un particulier pour être démolie[50],[49]. Cette démolition n'est heureusement pas menée à terme, et la ruine est aujourd'hui bien entretenue, toujours située dans un jardin privé mais visible depuis le domaine public. L'église a été construite après la donation de la paroisse au prieuré Saint-Christophe-en-Halatte à Fleurines, en 1061. De cette époque, ne subsiste que la base du clocher roman. Il possédait deux étages de baies et était coiffé d'une flèche en pierre flanquée de quatre pyramidons. Le chœur gothique primitif du début du XIIIe siècle est la partie la mieux conservée. Ses trois vaisseaux sont voûtés à la même hauteur et se terminent par un chevet plat commun, ce qui confère à cette partie une grande homogénéité. La disposition des fenêtres est particulièrement originale : ce sont des lancettes simples superposées deux par deux et s'inscrivant dans un arc de décharge commun, ou dans le cas du chevet du vaisseau central, deux lancettes gémelées surmontées par une rosace. Les murs sont épaulés par des contreforts à ressauts. L'intérieur reste voûté d'ogives et contient des chapiteaux décorés de feuilles d'acanthe à crochets caractéristiques de la période de transition entre les styles roman et gothique. Le nombre de supports est identique au nombre de nervures, et tout le poids des voûtes et des toitures repose sur les faisceaux de colonnettes, si bien que les murs ne sont que de simples parois de remplissage. Subsiste en outre une tourelle d'escalier au nord. La nef et ses deux collatéraux de même hauteur ont complètement disparu, et devaient dater de la fin du XVe ou du XVIe siècle[55].

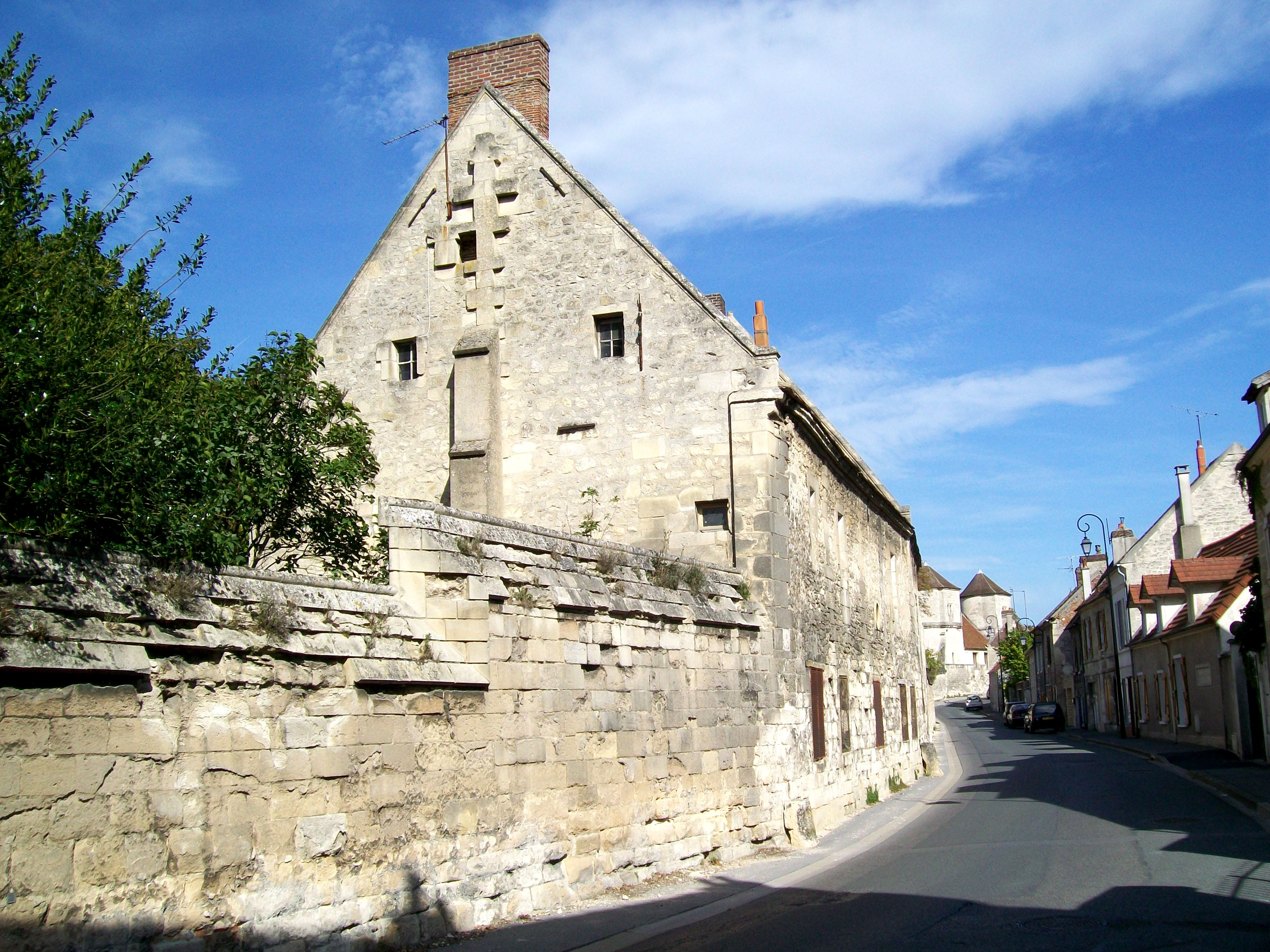
La « maison des Pères », où étaient installés les pères franciscains responsables des messes.
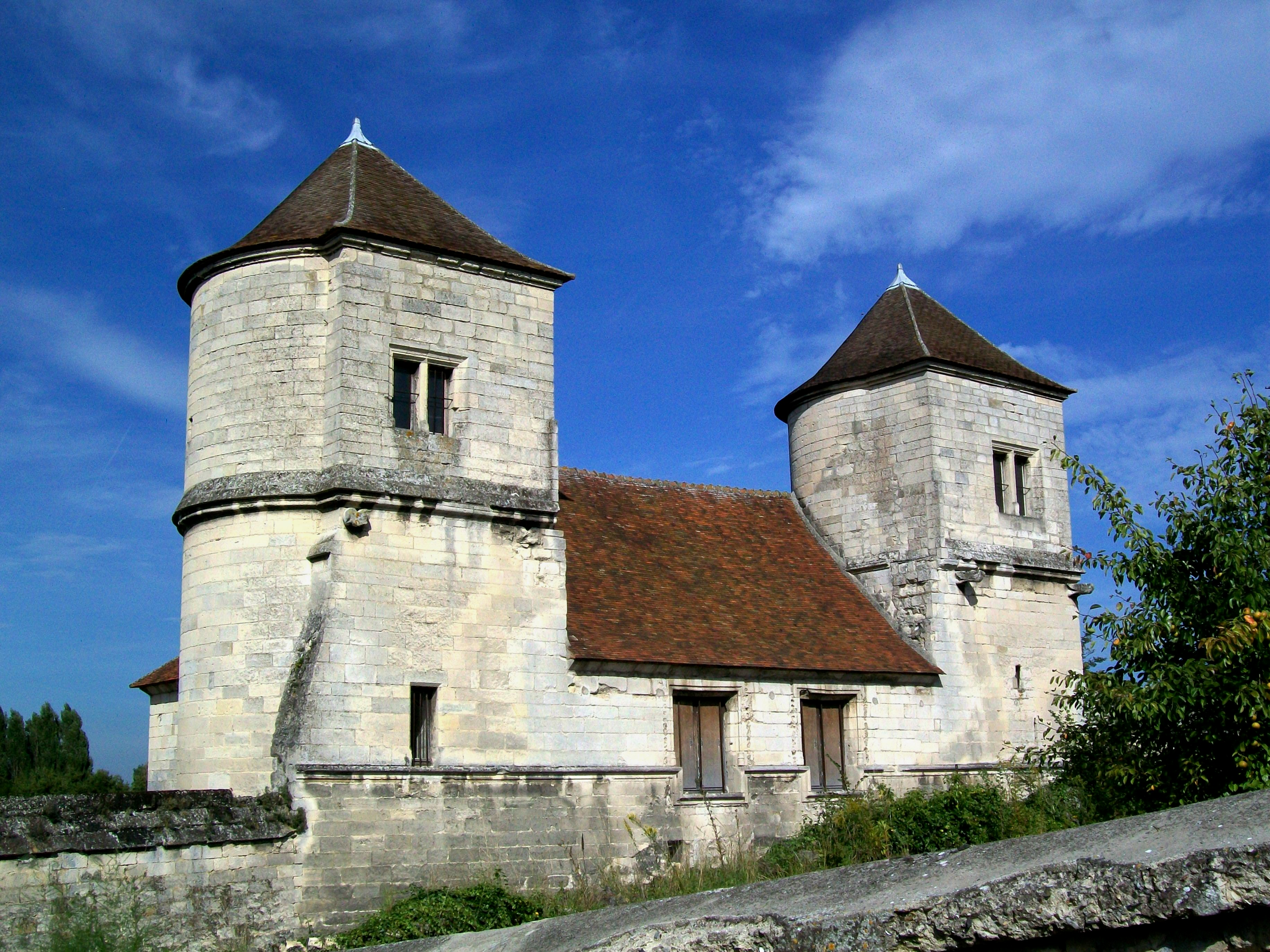
Les Tours de Fécamp, vestiges du manoir de Philippe le Bel de 1306.
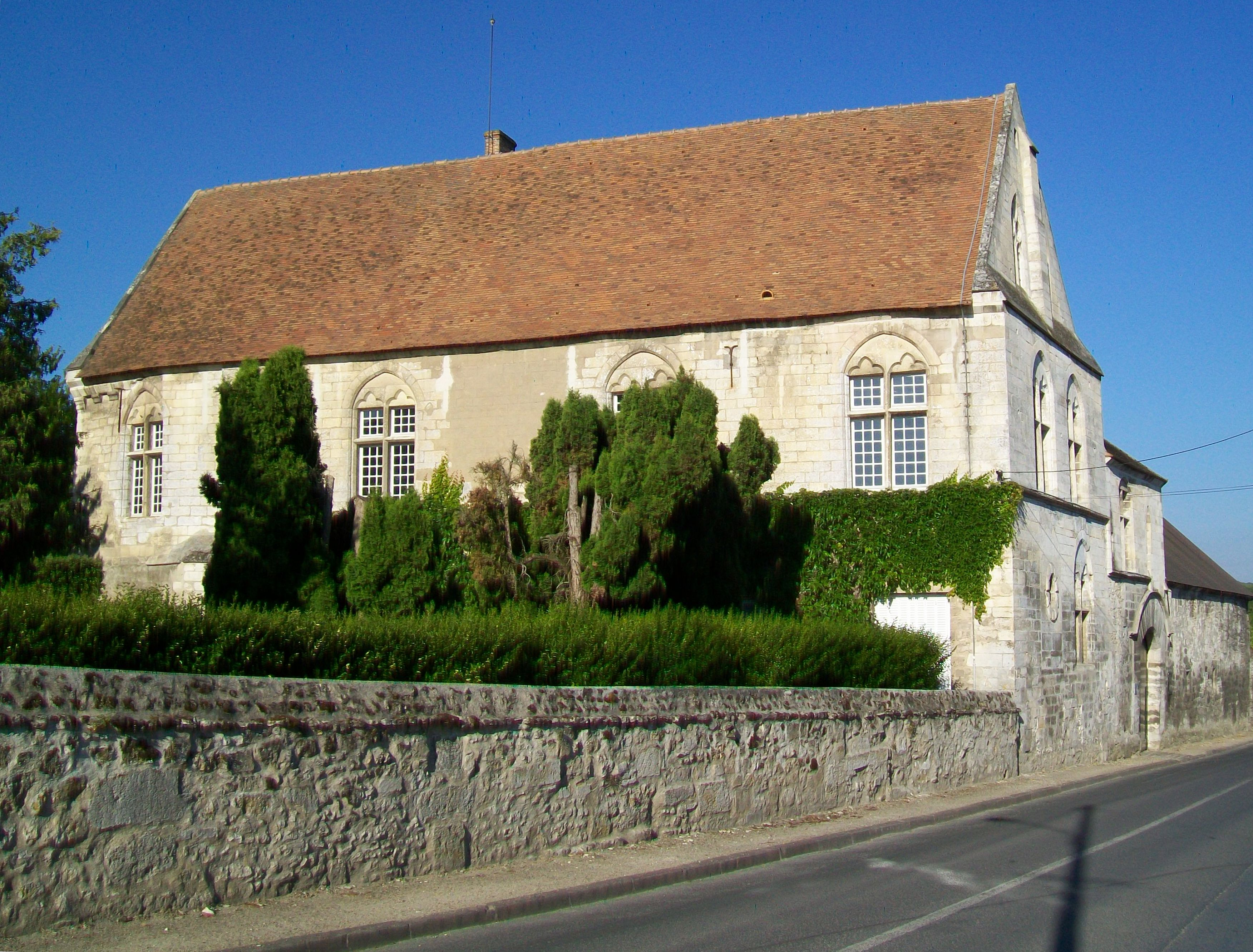
Le manoir de Saint-Paterne, ou manoir Saint-Symphorien ; vue depuis l'est.
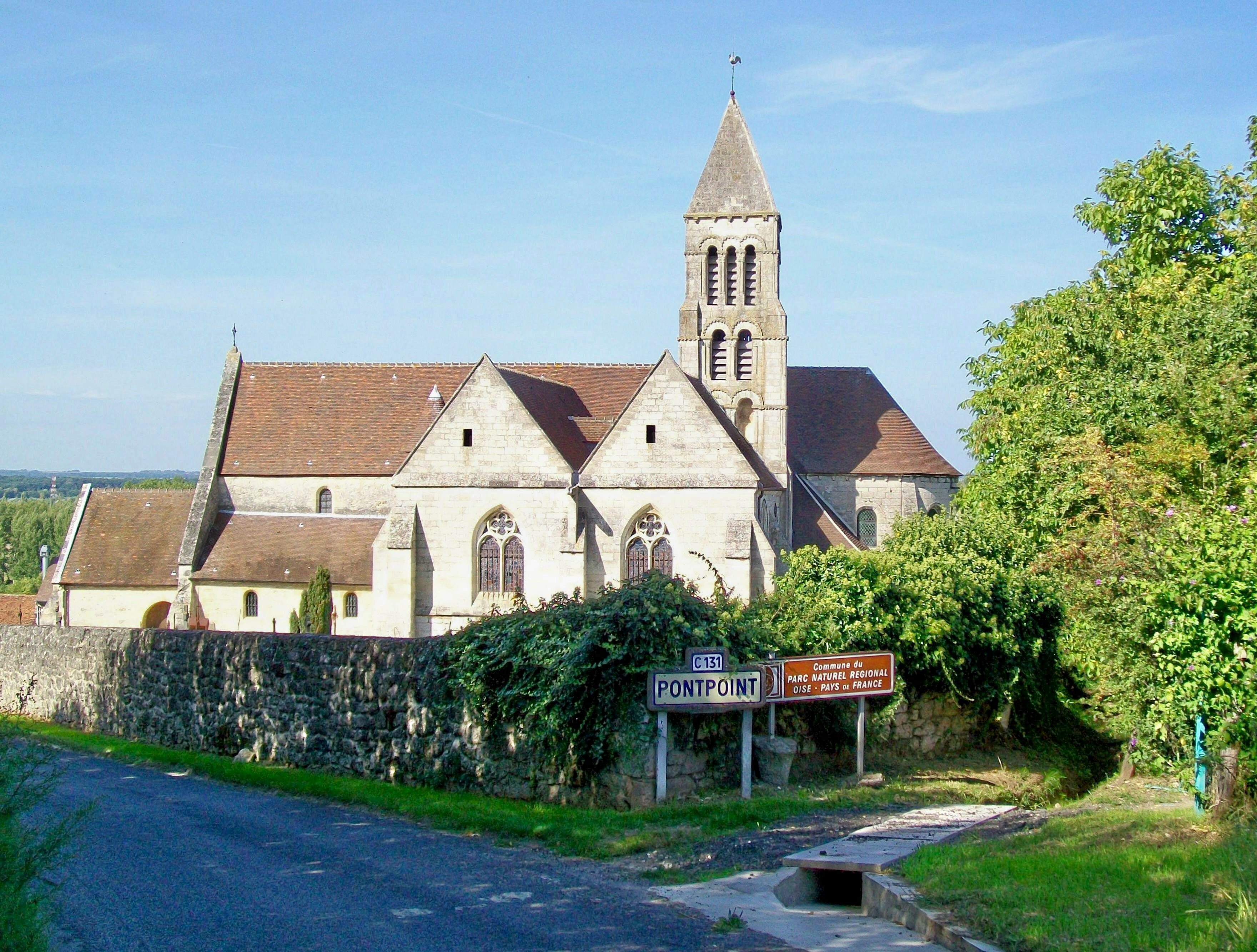
L'église Saint-Gervais, vue depuis la rue de la Longue Haye qui remonte vers la forêt d'Halatte.
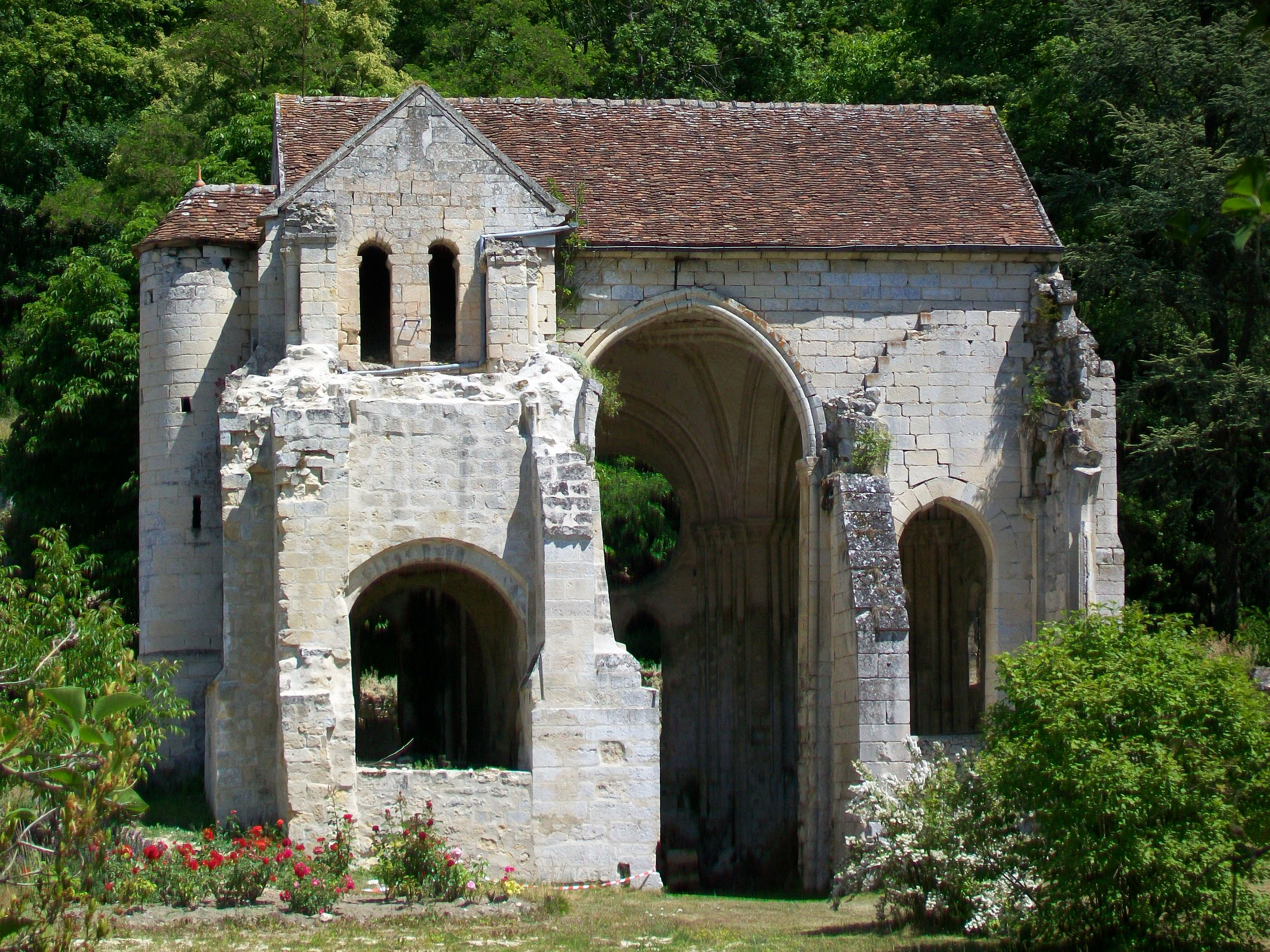
Ruines de l'église Saint-Pierre : transept, chevet, base du clocher et tourelle d'escalier ; vue depuis l'ouest.

#### Autres éléments du patrimoine

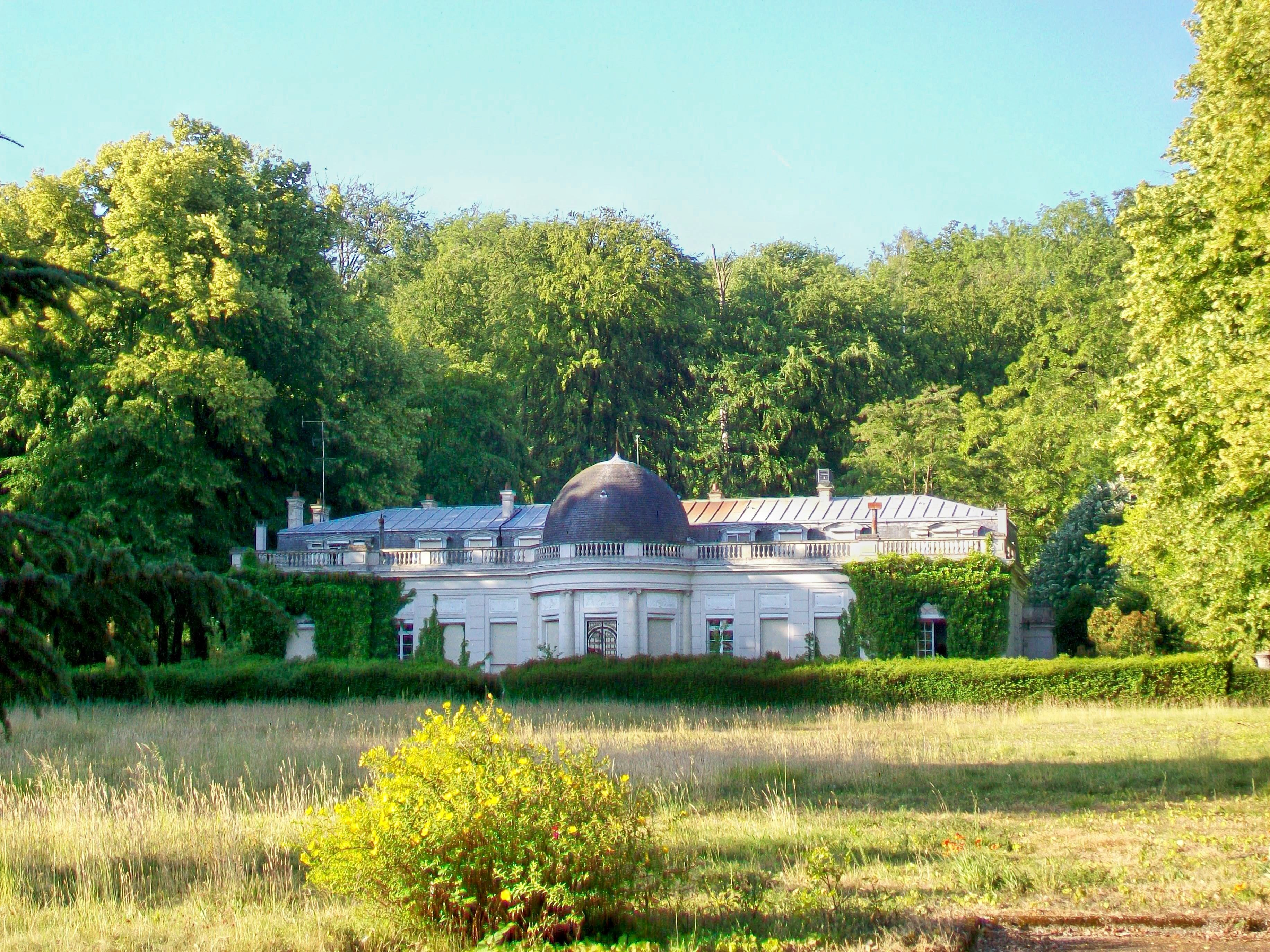
Le château de Bois-Feuillette, à l'ouest de la commune près de Pont-Sainte-Maxence.
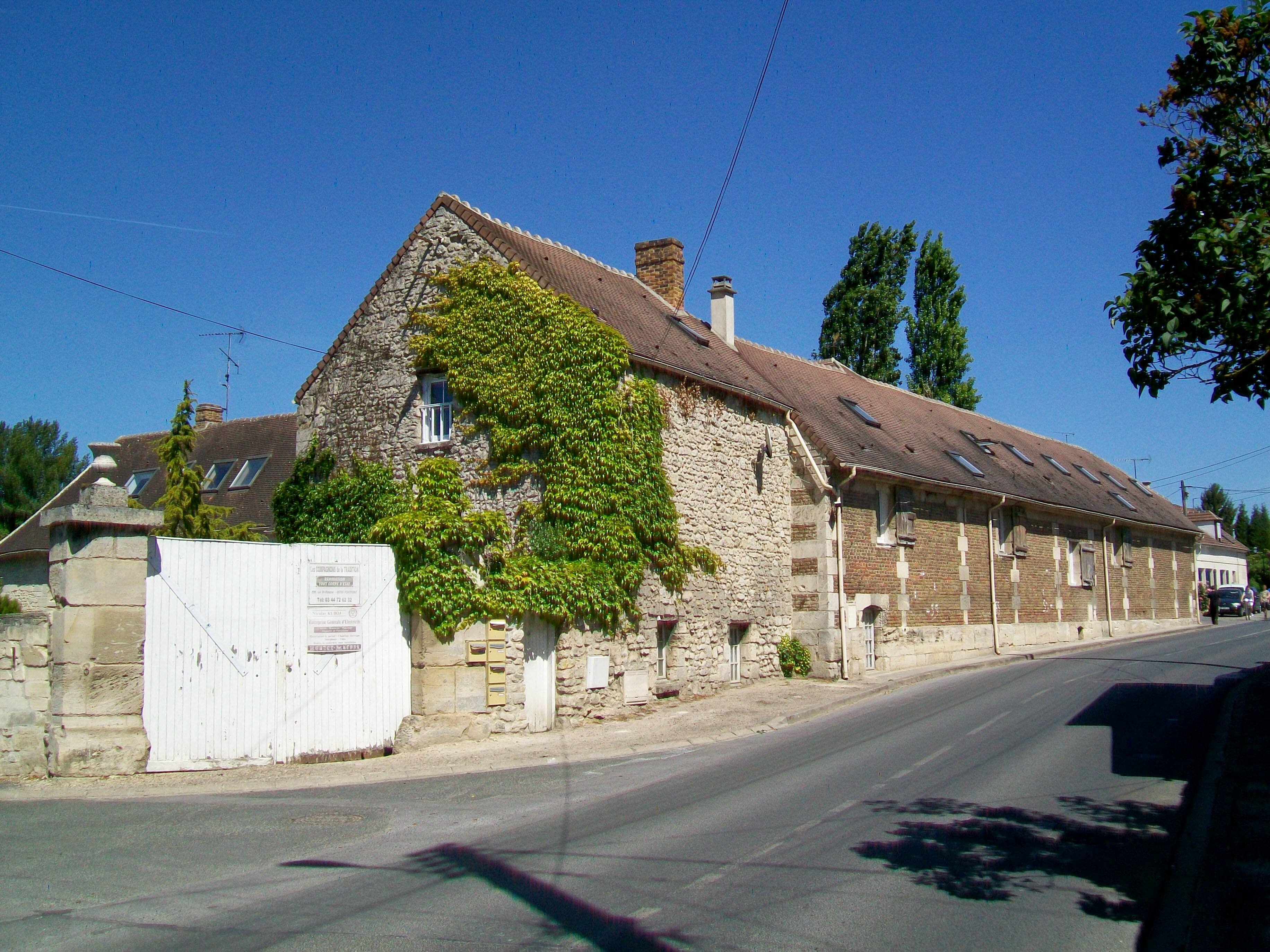
L'ancien prieuré Saint-Nicolas, au 239 rue Saint-Paterne.
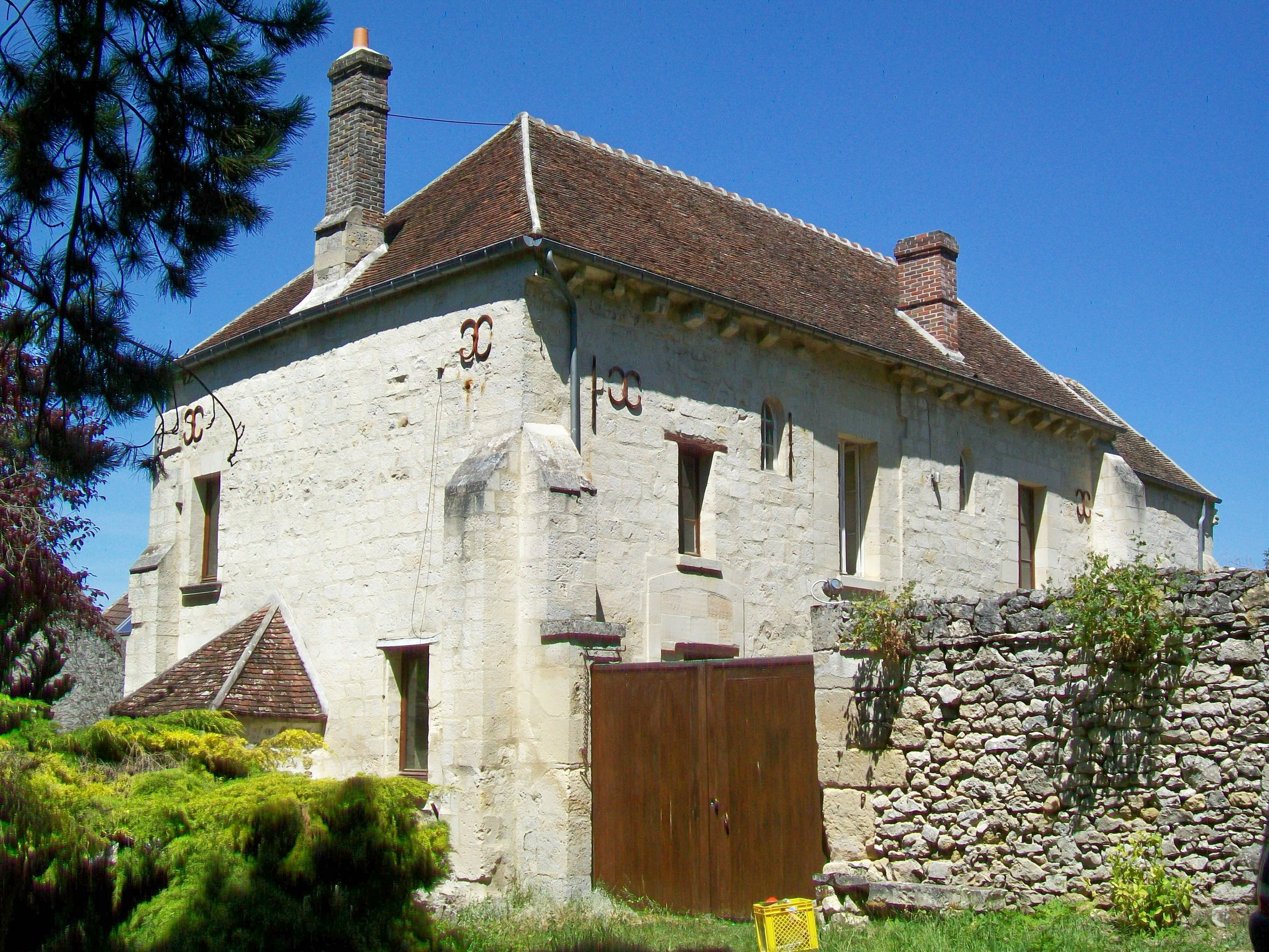
L'ancienne chapelle du manoir de Senneville-Rouffiac, rue Rouffiac.
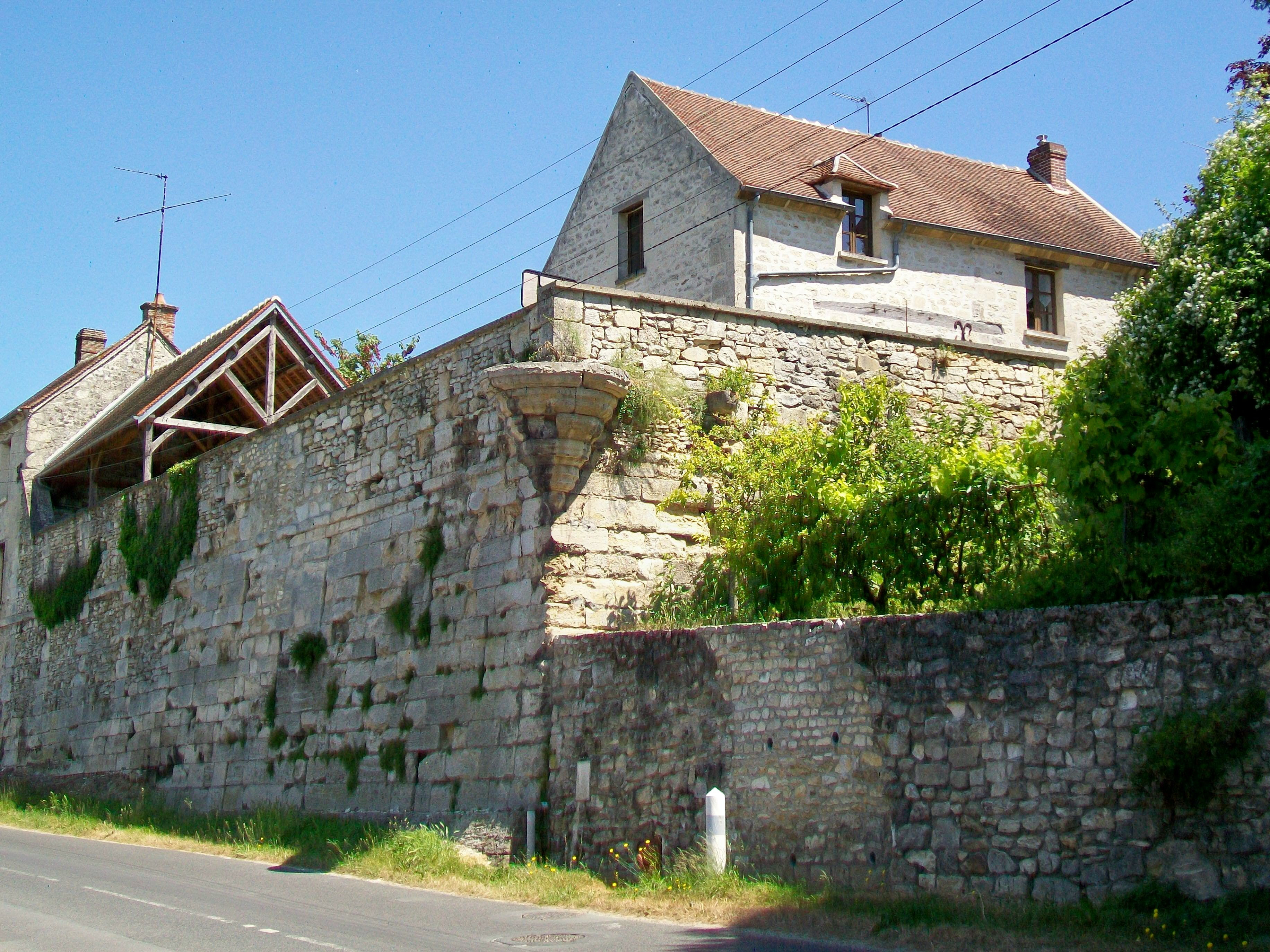
Terrasse avec vestige d'une échauguette, rue Saint-Pierre, provenant du manoir de Senneville-Rouffiac.
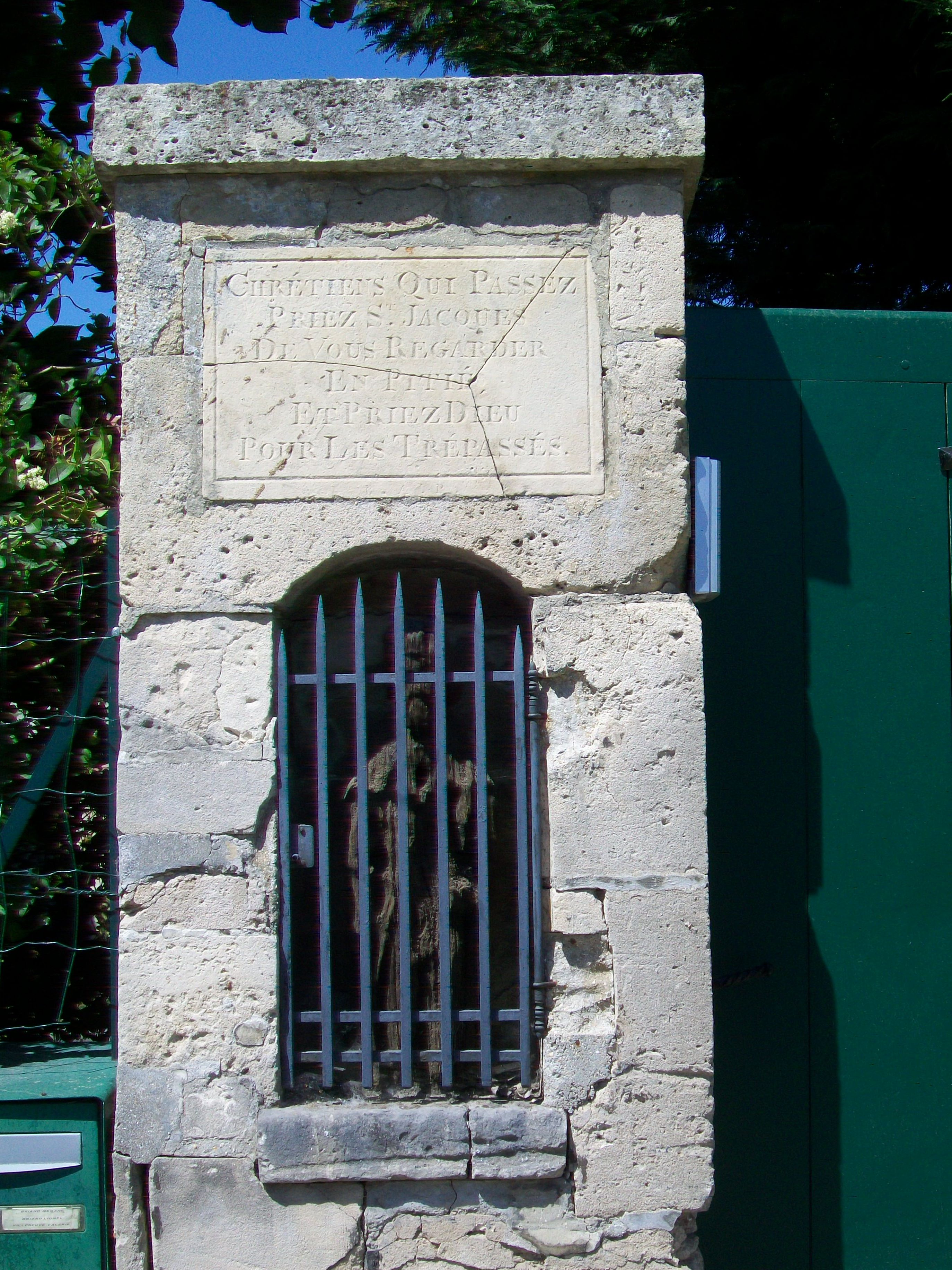
Statuette en bois de saint Jean, fortement abîmée par l'influence du temps, au 845 rue Basse, à Saint-Pierre.

- Château de Bois-Feuillette, chemin de Crépy : construit en 1903 dans le style classique, il est légèrement inspiré par le palais de la Légion d'honneur à Paris[49]: un corps central d'un plan semi-circulaire faisant saillie devant la façade, orné par quatre colonnettes ioniques, et supportant une coupole ; absence d'étage. Chaque fenêtre du rez-de-chaussée est surmontée par un cartouche rectangulaire contenant un bas-relief. Contrairement au modèle parisien, le château de Bois-Feuillette est doté d'un toit à la Mansart, précédé d'un balcon avec une balustrade courant le long de toute la façade principale. Ce château fut par ailleurs le domicile du général Pierre Billotte (1906-1992), Compagnon de la Libération et Grand Officier de la Légion d'honneur[56].
- Ancien prieuré Saint-Nicolas, au 139 rue Saint-Paterne : Il est lié au souvenir de Nicolas Boileau, qui était tombé amoureux de la nièce du prieur, Brettonville. Ces tentatives de la conquérir restant vaines, il se fit lui-même instituer prieur[49],[57]. Le bâtiment évoque plus un petit manoir du XVIIe siècle qu'un monastère ; il est perpendiculaire à la rue et possède une tour carrée à deux étages aux deux extrémités nord et sud. L'ancien prieuré sert aujourd'hui d'habitation.
- Ancienne chapelle de Senneville-Rouffiac, rue Rouffiac au hameau Saint-Pierre : on la découvre au fond de l'impasse. Les murs avec leurs contreforts d'angle et leurs corniches de modillons sont parfaitement conservés, mais les ouvertures actuelles ne correspondent plus aux baies d'origine dont ne restent que les traces. Non visible depuis la rue, le chevet garde cependant son aspect authentique ; sa fenêtre à trois lancettes trilobées surmontées d'une rosace date du XIVe siècle et a été restaurée à la fin du XXe siècle. La chapelle appartenait au manoir de Senneville-Rouffiac (voir ci-dessous). Bâtie vers l'an 1100 dans le style roman, elle représente l'une des dernières chapelles seigneuriales conservées dans la région. C'est un petit édifice à nef unique, associé à un chœur au chevet plat. Son intérêt archéologique réside surtout dans la voûte en berceau du chœur, qui est l'une des plus grandes voûtes romanes qui subsistent dans le quart nord-est de l'Île-de-France historique. Elle est soulagée par deux arcs-doubleaux, qui retombent sur les chapiteaux de deux demi-colonnes engagées dans les murs. Les chapiteaux sont simples mais bien structurés. Un autre doubleau plus fort sépare le chœur de la nef. La partie basse des murs est décorée de trois arcades aveugles de chaque côté[58].
- Vestiges de l'ancien manoir de Senneville-Rouffiac, rue Saint-Pierre : il s'agit d'une impressionnante terrasse[56] qui correspond aux caves et fondations du manoir aujourd'hui disparu. Subsistent la partie inférieure d'une échauguette à l'angle et des vestiges de meurtrières. La terrasse supporte aujourd'hui deux maisons d'habitation et des bâtiments d'une ferme, déjà relativement anciens. Le manoir aurait existé depuis le XIIe siècle ; la famille Cornouailles de Senneville l'a occupé au XVIIe siècle, puis la famille Rouffiac au XVIIIe siècle, d'où son appellation actuelle. Ce fut le siège d'une seigneurie[59].
- Statuette en bois de saint Jean, à côté de l'entrée d'un terrain privé, au 845 rue Basse (près du lavoir de la cascade, voir ci-dessous) : statuette fortement abîmée par l'influence météorologique et par le temps, méconnaissable, accompagnée par une plaque qui porte l'inscription suivante : « Chrétiens qui passez / priez St. Jacques / de vous regarder / en pitié, / et priez Dieu / pour les trépassés.».

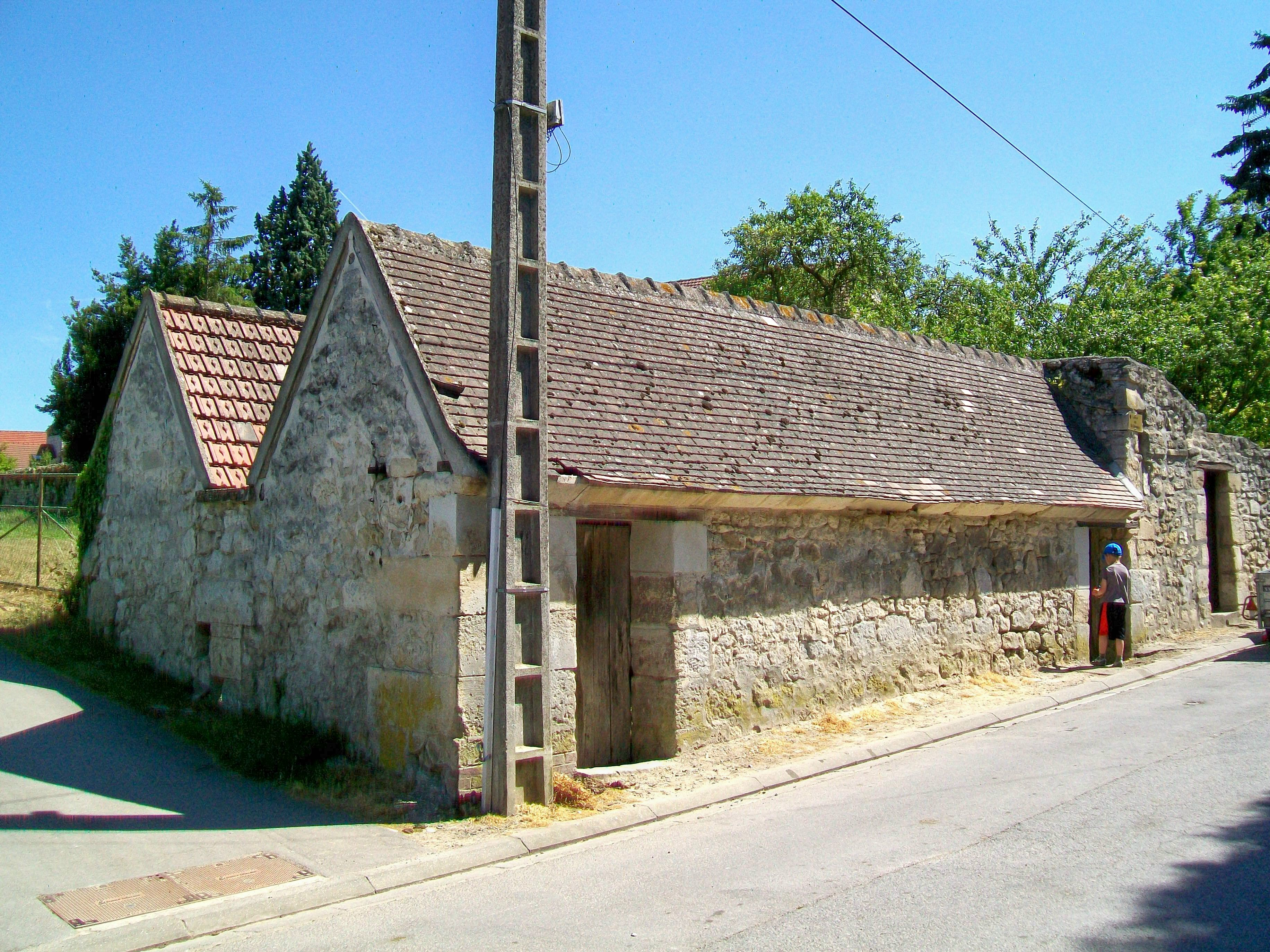
Le lavoir Saint-Gervais, rue Albert-Mansard. C'est le lavoir le plus spacieux et le mieux aménagé de Pontpoint.
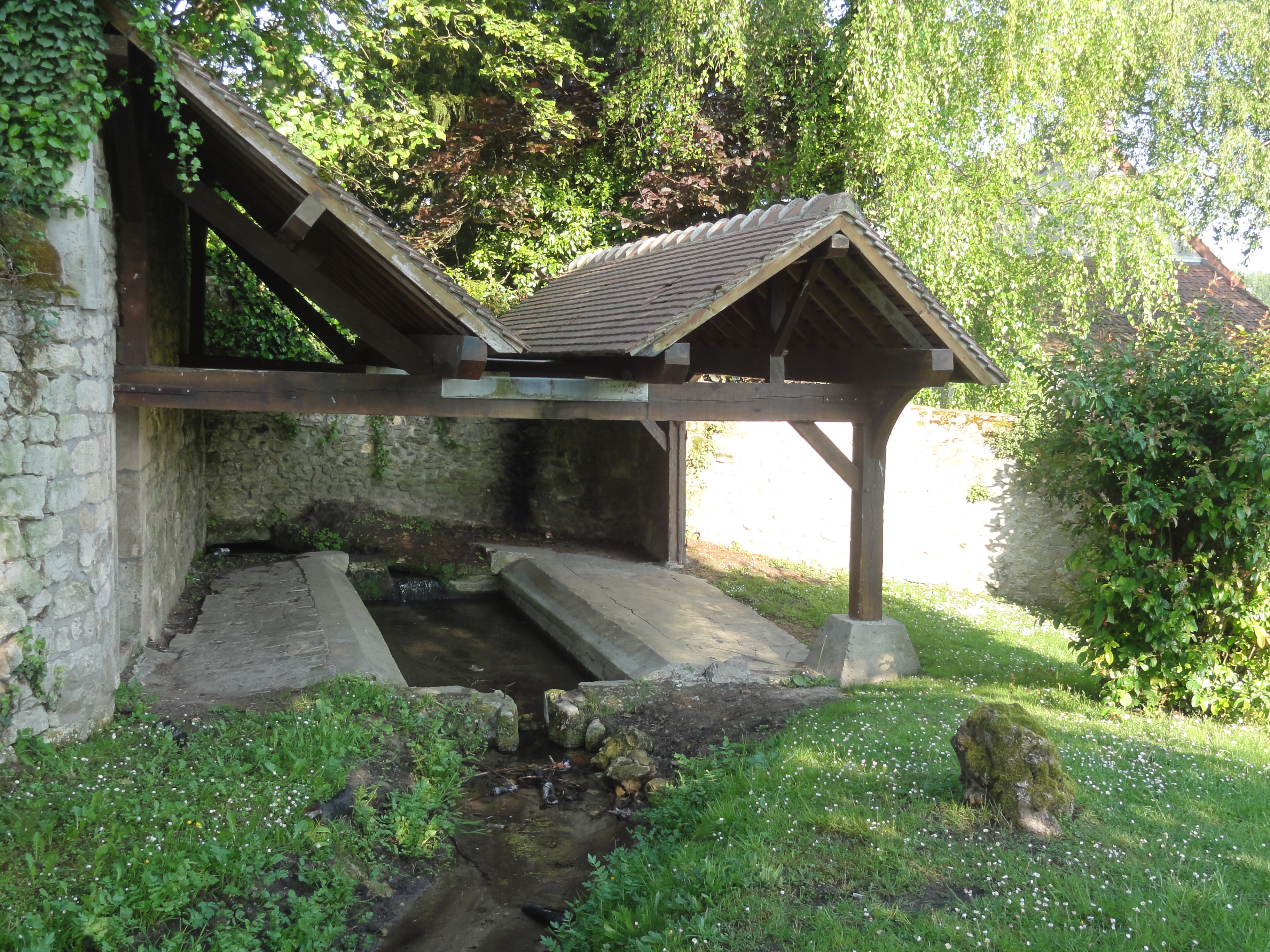
Le lavoir de la Cascade, rue de la Cascade, à l'angle avec la rue Basse. Ce lavoir n'a toutefois aucun rapport avec la cascade.
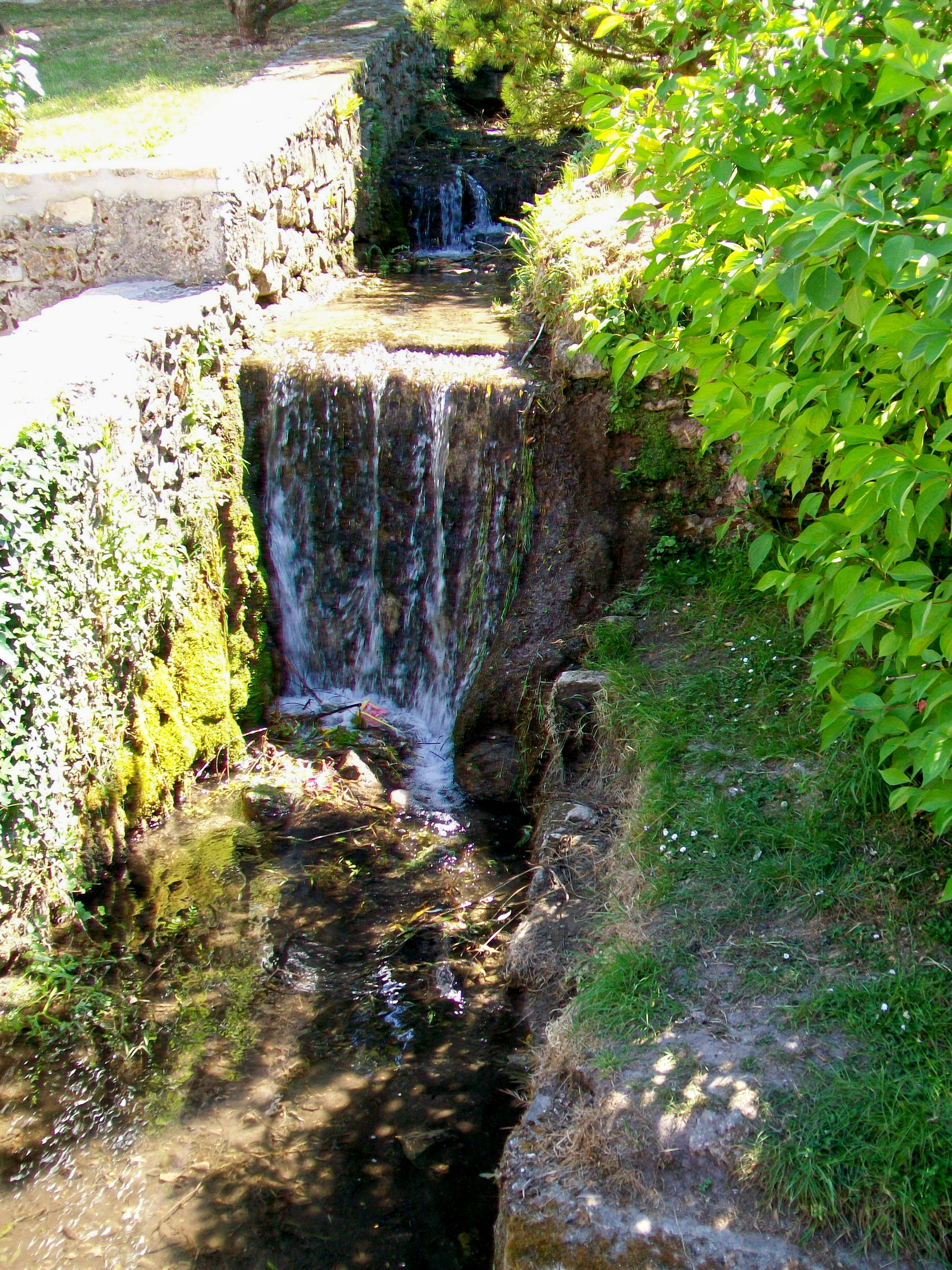
La cascade en bas de la rue de la Cascade, à l'angle avec la rue du Moulin ; apparemment en rapport avec un ancien moulin.
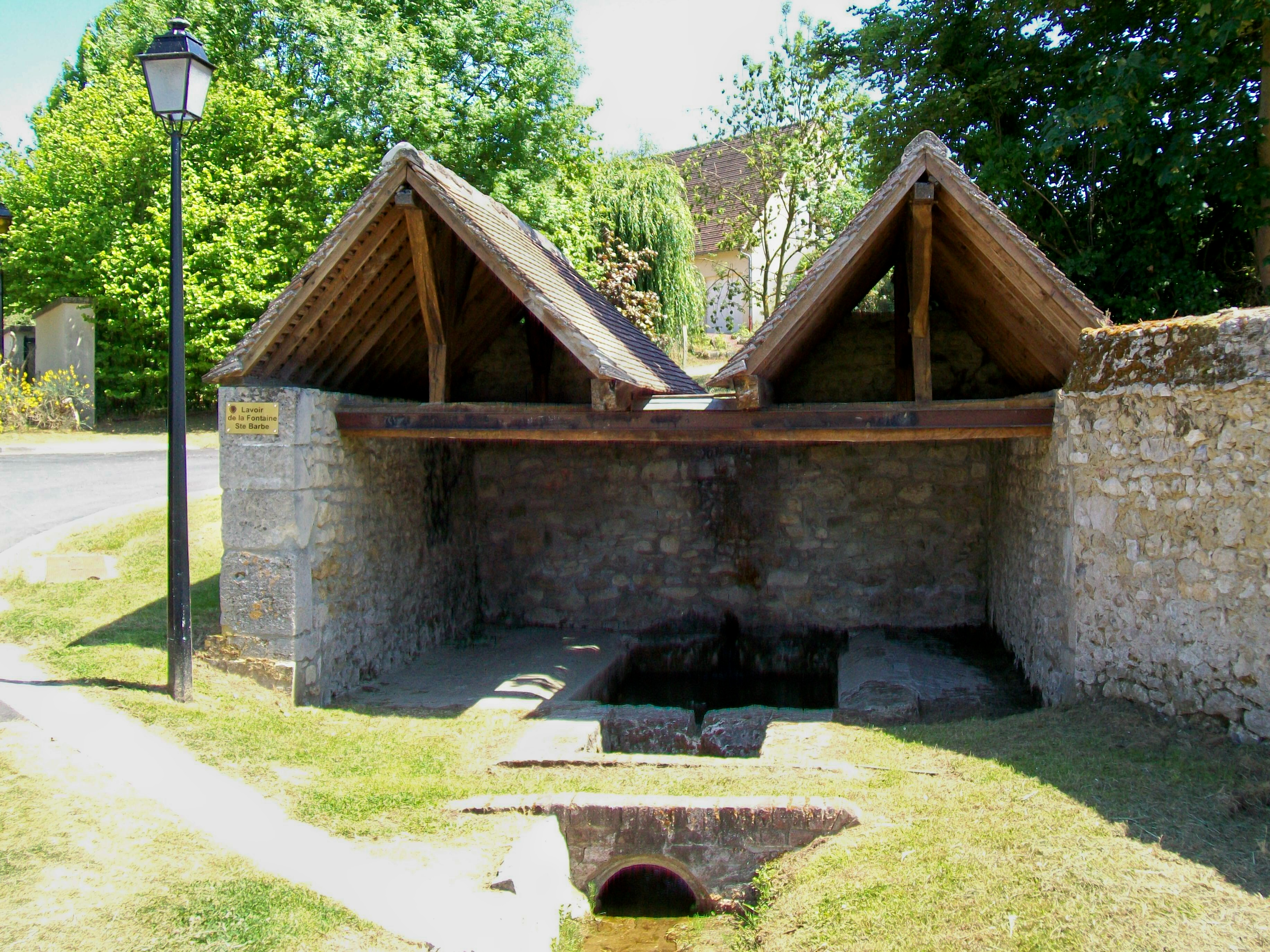
Le lavoir de la fontaine Sainte-Barbe, au bout de l'impasse qui se nomme la Forcherie, au hameau Saint-Pierre.
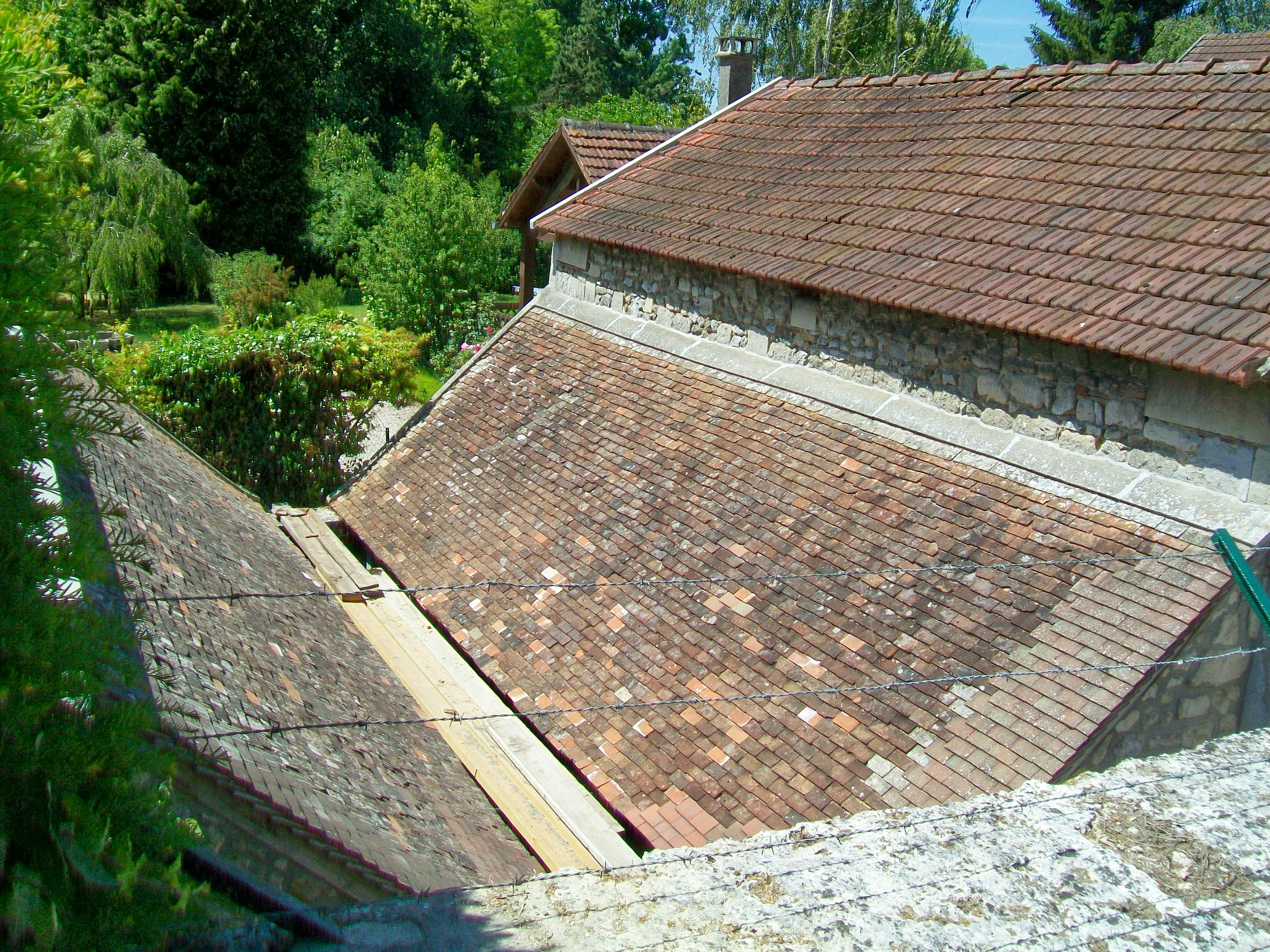
Le lavoir de la fontaine Saint-Pierre, rue de la vieille Église. Situé en dessous du niveau de la route, il est accessible moyennant un plan incliné.

- Cinq lavoirs couverts[60]: lavoir de Saint-Paterne, venelle entre les 259 et 285 rue Saint-Paterne (partiellement ruiné, toit manquant) ; lavoir Saint-Gervais, rue Albert-Mansard (lavoir entièrement clos) ; lavoir de la Cascade, rue Basse, à l'angle avec la rue de la Cascade ; lavoir de la fontaine Sainte-Barbe, la Forcherie ; lavoir de la source Saint-Pierre, rue de la vieille Église (lavoir entièrement clos). Tous ces lavoirs disposent d'un unique bassin et ont deux toits, laissant un espace ouvert en dessus du bassin afin de l'éclaircir (sauf le lavoir Saint-Paterne qui est ruiné). L'eau est fournie par des sources à proximité, celle du lavoir Saint-Gervais étant la plus abondante, même en période de sècheresse. Un sixième lavoir-abreuvoir, non couvert, existe près du lavoir de la fontaine Sainte-Barbe, rue Furon.
- Cascade, en bas de la rue de la Cascade, à l'angle avec la rue du Moulin : Il s'agit en fait de deux petites cascades d'un petit ruisseau alimenté par l'une des nombreuses sources qui jaillissent à Pontpoint, grâce à la proximité du mont Calipet et du massif forestier d'Halatte, nettement plus élevés que la partie basse du village. L'une des cascades, plus petite que l'autre, est directement située à l'angle des deux rues ; l'autre se trouve un peu en recul dans un jardin public et se compose de plusieurs niveaux. Dans ce même jardin, l'on peut voir également un petit pont enjambant le ruisseau en amont de la plus grande des cascades. Ces aménagements hydrauliques semblent provenir du bief d'un ancien moulin à eau.
- Forêt d'Halatte : La partie nord-est de cette vaste forêt domaniale appartient à la commune de Pontpoint, délimitée au sud par la route du Grand Mâitre, entre le poteau de la Croix du Grand Maître à l'ouest et l'avant-dernière parcelle à l'est. Le sommet du mont Calipet, culminant à 220,6 m, est notamment situé sur le territoire communal de Pontpoint. La fontaine du Pied Dufaux appartient également à Pontpoint. Au sud du hameau de Saint-Pierre, la forêt domaniale se poursuit par la petite forêt communale de Pontpoint. Les bois privés sont par ailleurs nombreux sur la commune.

- Site archéologique dit du « Fond de Rambourg » appartenant au Groupe de Villeneuve-Saint-Germain, Néolithique ancien.
- Villa André Weil (domaine de Frapotel), construite par l’architecte Jean Dubuisson entre 1966 et 1970. Elle est rachetée par les architectes Gaëlle Lauriot-Prévost et Dominique Perrault pour en faire un lieu de résidence et de création architecturale[61].

### Personnalités liées à la commune
- Philippe IV de France (1268-1314) : roi de France, résidant souvent dans son manoir du Moncel à partir de 1306 pour chasser dans la fôrêt d'Halatte ; fondateur de l'abbaye du Moncel en 1309.
- Nicolas Boileau (1636-1711) : poète, écrivain et critique ; prieur du prieuré Saint-Nicolas du Moncel jusqu'en 1657.
- Pierre Massé (1898-1987) : économiste et haut fonctionnaire, maire de 1968 à 1971.
- Francis Perrin (1901-1992), physicien, haut-commissaire du CEA.
- André Bellec (1914-2008), membre fondateur du quatuor vocal Les Frères Jacques, est mort à Pontpoint.
- Laurence Granger (1951-), peintre française, habite Pontpoint.

### Héraldique
| Armes de Pontpoint | Les armes de Pontpoint se blasonnent ainsi : mi parti : au premier de gueules aux deux léopards d'or passant l'un sur l'autre, au second d'azur aux quatre gerbes de blé d'or ordonnées 1.2.1. |